# Parque de atracciones

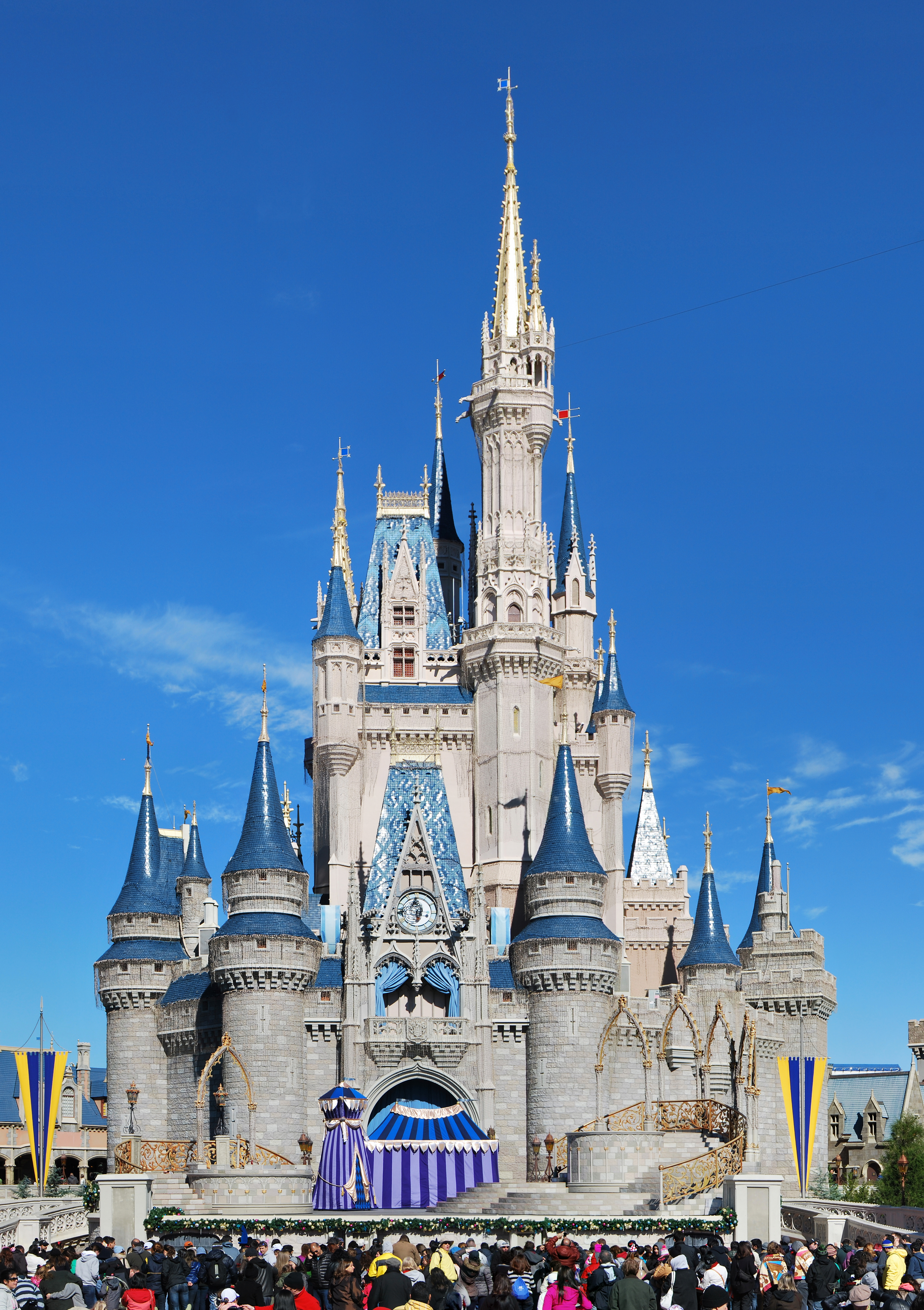
Magic Kingdom es el parque temático más visitado del mundo. El Castillo de la Cenicienta, emblemático del parque, es también uno de los edificios más fotografiados de los Estados Unidos.

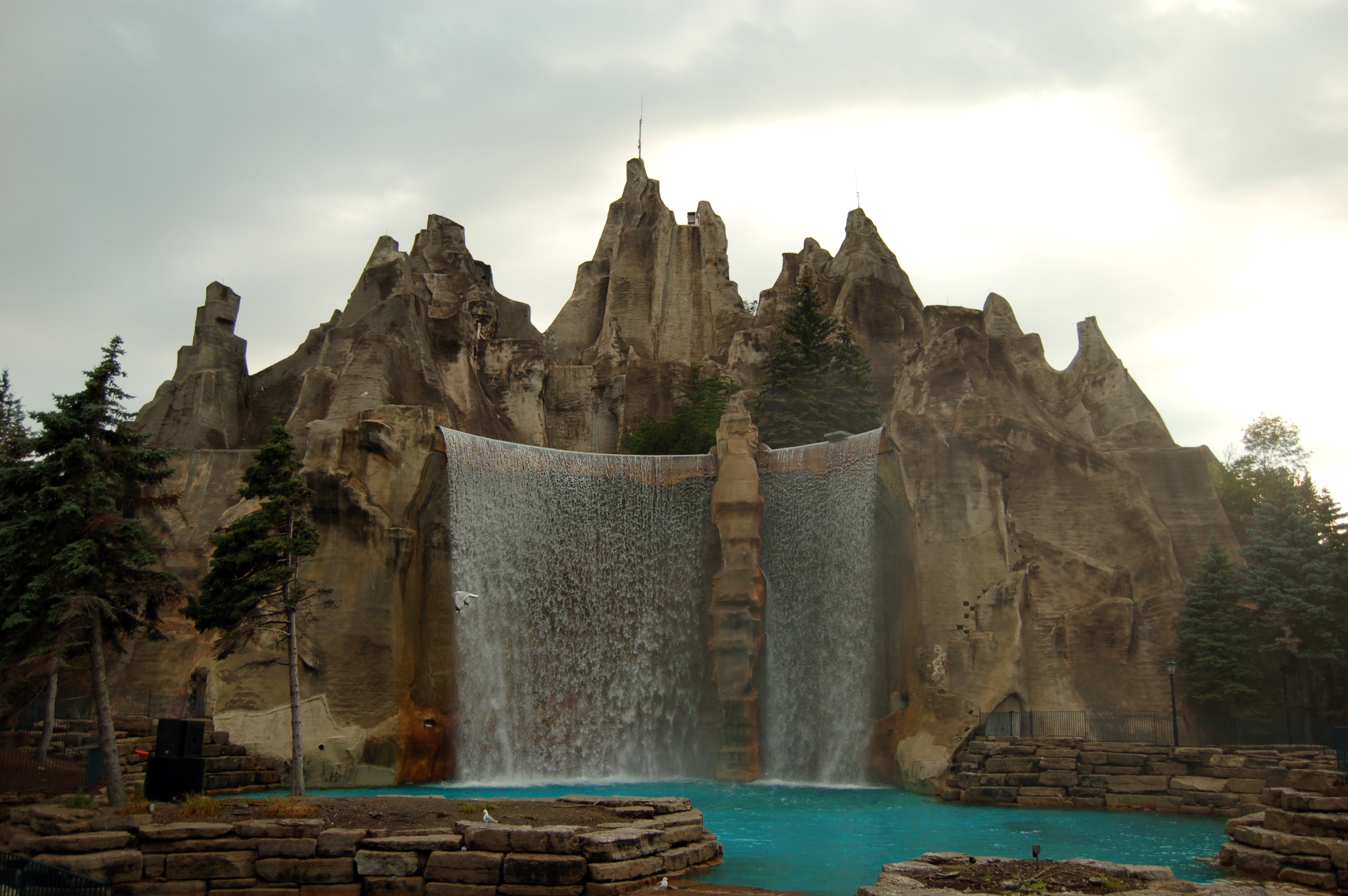
Wonder Mountain en Canada's Wonderland en Vaughan, Ontario.

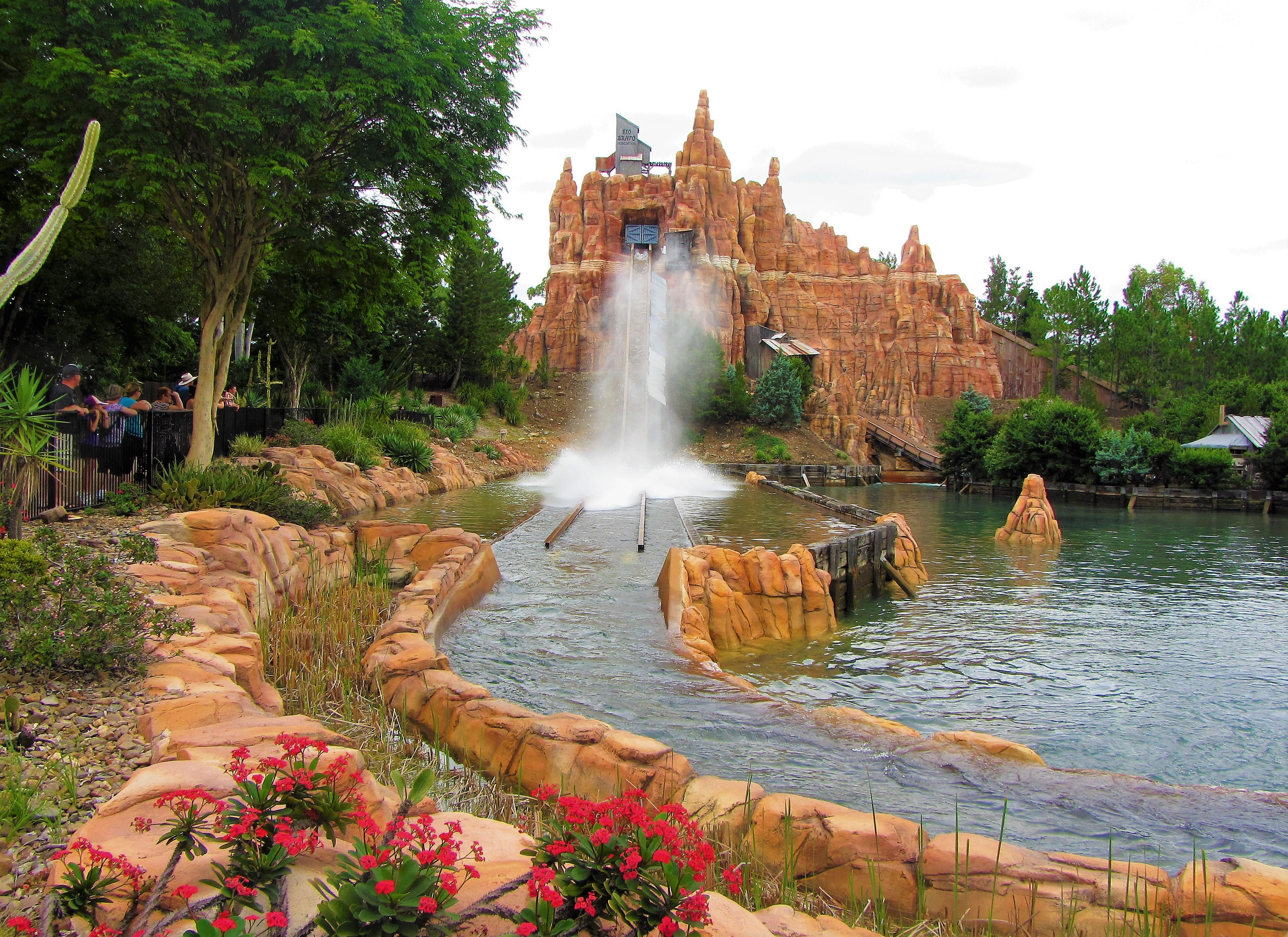
Wild West Falls en Warner Bros. Movie World, Queensland, Australia.

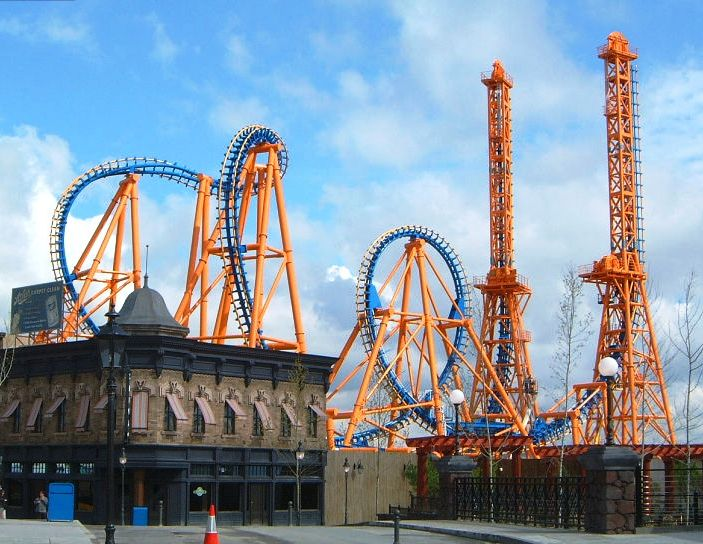
Stunt Fall en Parque Warner Madrid, España.

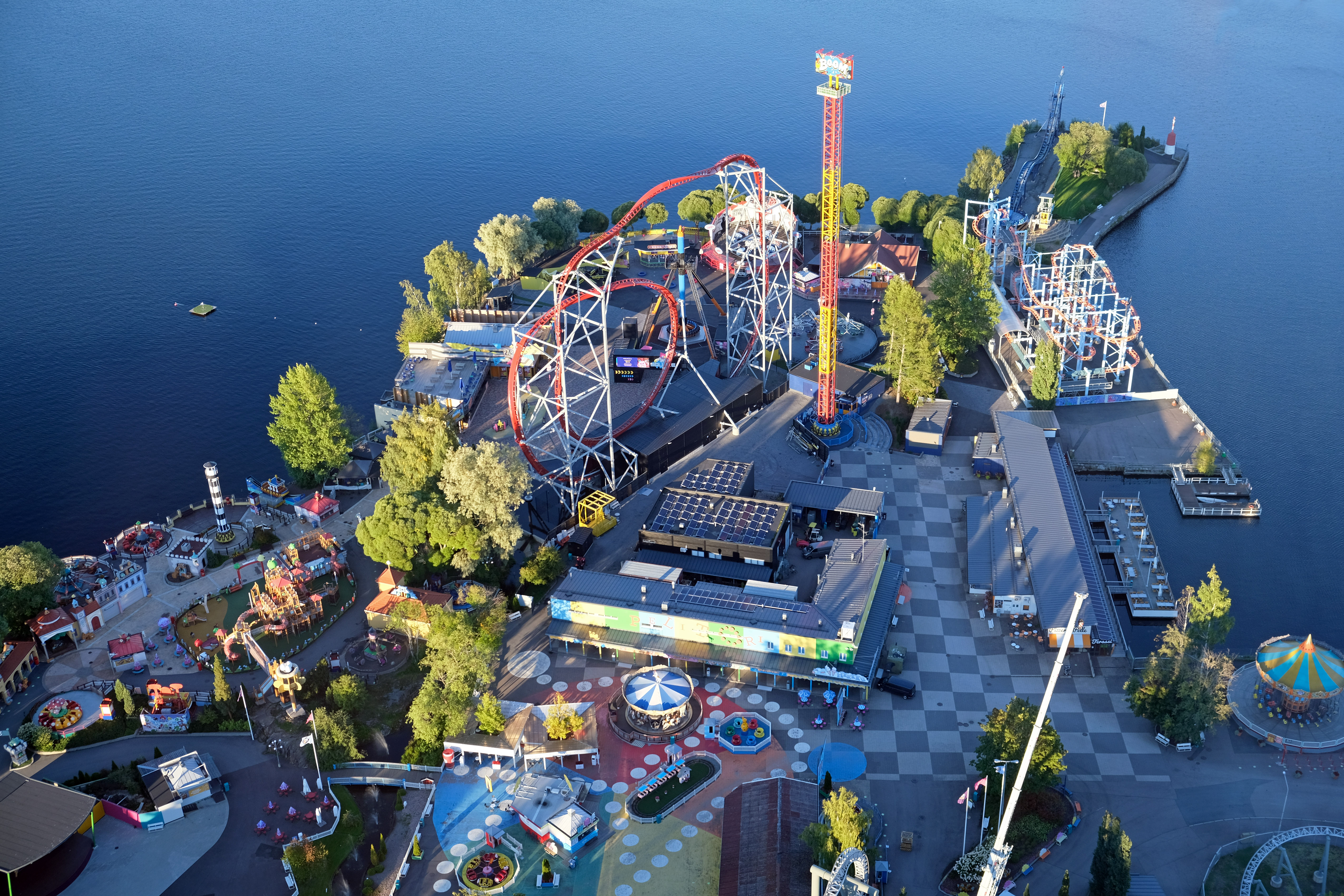
Una vista aérea de Särkänniemi en Tampere, Finlandia.

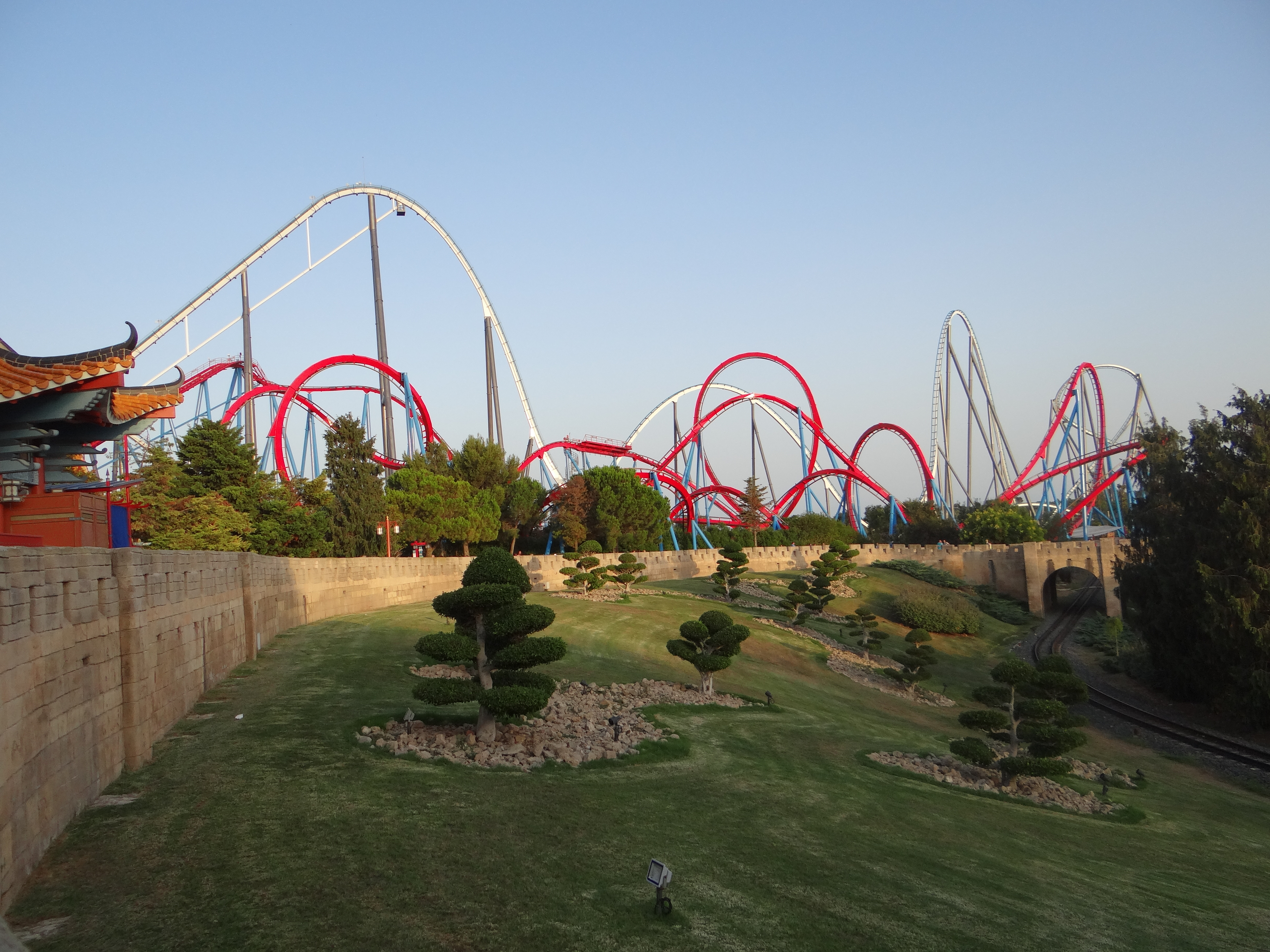
Las montañas rusas
Dragon Khan y Shambhala dentro de PortAventura Park, Tarragona, España, uno de los más grandes parques de atracciones de Europa, con más de 4 millones de visitantes al año.

Un parque de atracciones o parque de diversiones  es un grupo de atracciones de entretenimiento, para montarse y otros acontecimientos en un sitio para el disfrute de un gran número de personas. Los parques de atracciones tienen una ubicación fija, al contrario que las ferias y los carnavales ambulantes, y están más elaborados que los simples parques de ciudad o parques infantiles, por lo general ofrecen atracciones destinadas a atender específicamente a ciertos grupos de edad, así como algunos que están dirigidos a todas las edades. Los parques temáticos, un tipo específico de parques de atracciones, normalmente están mucho más intrincadamente dedicados a cierto tema o grupo de temas que los parques de atracciones normales.
Los parques de atracciones evolucionaron de las ferias europeas y jardines de recreo que fueron creados para el entretenimiento de la gente en Occidente. Las ferias y exposiciones mundiales del siglo XIX fueron otra influencia en el desarrollo de la industria de los parques de atracciones.
Los términos parque temático y parque de atracciones son a menudo sinónimos. Sin embargo, un parque temático es considerado un estilo distinto de parque de atracciones. Un parque temático tiene paisajismo, edificios y atracciones que están basadas en uno o más temas específicos o historias. A pesar de muchos parques más antiguos añadiendo distracciones y áreas temáticas, calificando el parque como parque temático, el primer parque construido con la intención original de promover un tema específico, Santa Claus Land, en Santa Claus, Indiana, no abrió hasta 1946. Disneyland Park, ubicado en Anaheim, California, construido alrededor del concepto de encapsular múltiples parques temáticos en un solo parque de atracciones es a menudo erróneamente mencionado como el primer parque temático, pero tan solo es el parque que hizo la idea popular.

## Historia

### Orígenes
El parque temático evolucionó de tres tradiciones anteriores, siendo la más antigua la feria periódica de la Edad Media, una de las primeras fue la Feria de San Bartolomé, en Inglaterra, la cual comenzó en 1133 [cita requerida]. En los siglos XVIII y XIX, evolucionaron en lugares de entretenimiento para las masas, donde el público podía ver demostraciones anormales, acrobáticas, mágicas y de malabarismos, participar en competiciones o caminar por en medio de una colección de animales salvajes[cita requerida].
El parque de atracciones más antiguo del mundo apareció en el continente europeo. Bakken ("La Colina") en Kampenborg, norte de Copenhague, Dinamarca, abierto en 1583.
Una ola de innovación en los años 1860 y 1870 crearon los juegos mecánicos, tales como el carrusel propulsado a vapor (construido por Thomas Bradshaw, en la Aylsham Fair), y sus derivados. Esto inauguró la era de los paseos de atracciones de feria modernas, cuando las clases trabajadoras fueron cada vez más capaces de dedicar sus superávit de salarios en el entretenimiento.

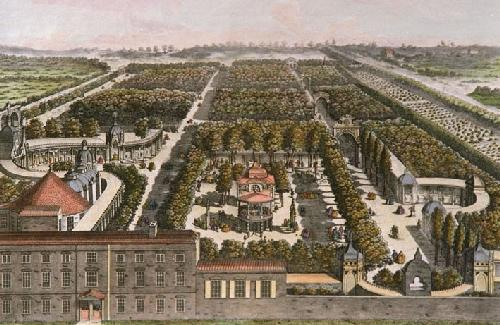
Jardines de Vauxhall, fundado en 1661 como uno de los primeros jardines de placer.

La segunda influencia fue el jardín de recreo. Uno de los primeros jardines así diseñado fue los jardines de Vauxhall, fundado en 1661 en Londres. A finales del siglo XVIII, el sitio tenía un honorario de admisión para sus muchas atracciones. Con regularidad atraía a enormes aglomeraciones de londinenses, con sus destacados senderos para citas románticas; equilibristas, ascensión en globos de aire caliente, conciertos y fuegos de artificio proporcionaban la diversión. Aunque los jardines fueron diseñados originalmente para las élites, pronto se convirtieron en lugares de gran diversidad social. Las exhibiciones de fuegos de artificio al público fueron puestas en los jardines de Marylebone, mientras los de Cremorne ofrecían música, baile y exhibición de acrobacias de animales.
Prater, en Viena, Austria, fue inaugurado en 1766.
El concepto de un parque fijo para entretenimiento empezó a ser promovido con el comienzo de las ferias mundiales. La primera feria comenzó en 1851 con la construcción del monumento histórico Crystal Palace en Londres, Inglaterra. El propósito de la exposición era celebrar los logros industriales de las naciones civilizadas del mundo y fue diseñada para educar y entretener a los visitantes.

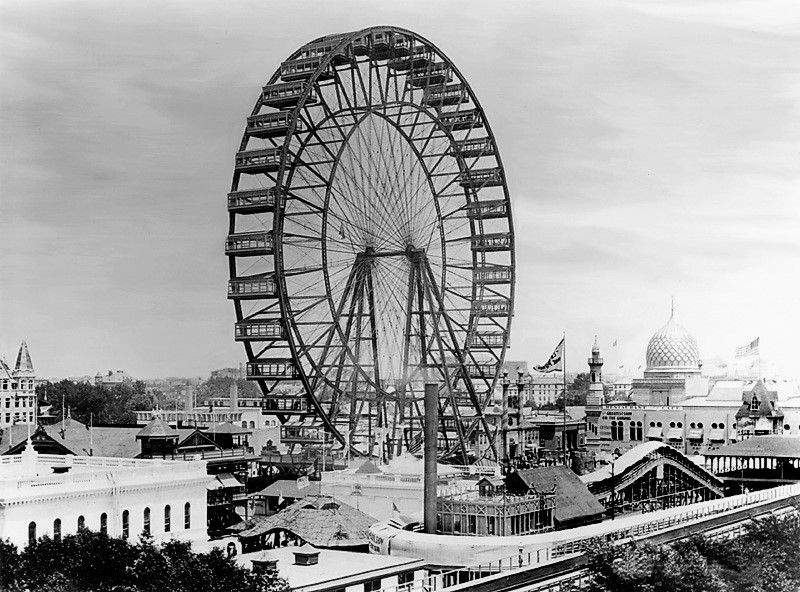
La Rueda de la Fortuna original, Exposición Mundial de Columbia, 1893.

Las ciudades estadounidenses y sus negocios también vieron la feria mundial como una demostración económica y un éxito industrial. La Exposición Mundial Colombina de Chicago, Illinois, en 1893, fue una precursora de los parques de atracciones modernos. La feria era un sitio cerrado, que fusionaba entretenimiento, ingeniería y educación para entretener a las masas. Se estableció para deslumbrar a los visitantes y lo hizo satisfactoriamente con el resplandor de las novedosas luces eléctricas de la "Ciudad Blanca". Para asegurar que la feria fuera un éxito financiero, los planificadores incluyeron un área de concesiones dedicada solo a la distracción llamada el "Placer a Medio Camino". Las atracciones de esta feria capturaron la imaginación de los visitantes y de los otros parques de atracciones alrededor del mundo, tales como la primera noria de acero, que pronto fue instalada en muchas otras áreas de distracción, tales como el Prater vienés en 1896. Además, la experiencia de la ciudad ideal cerrada con maravillas, atracciones, cultura y progreso (la electricidad), sirvió de base desde entonces en la creación de un lugar ilusorio.
El "área de atracciones" introducida en la Exposición Colombina se convertiría en el estándar para la mayoría de los parques de distracción, ferias, carnavales y cruceros. El área de atracciones no solo contenía atracciones, sino otras concesiones y entretenimientos tales como galerías de tiro, salas de juego, juegos de azar y espectáculos.

### Blackpool y Coney Island
El parque de distracción moderno evolucionó también del primer centro turístico costero de placer que se había hecho popular con los viajes del público por día o fiestas de fin de semana en Blackpool, Inglaterra y Coney Island, Estados Unidos.

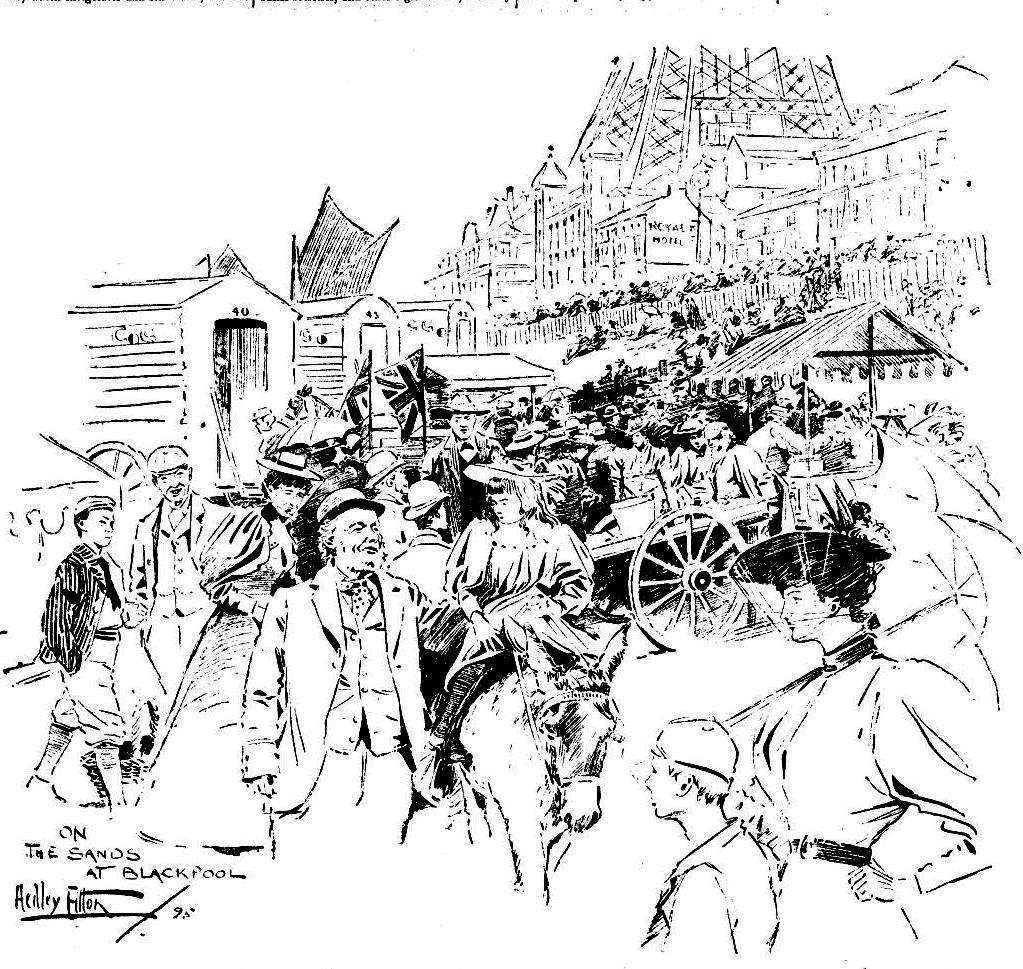
Playa de Blackpool en 1895.

Blackpool se comenzó a desarrollar como un centro turístico en la costa con la terminación de un ramal ferroviario para Blackpool de Pulton en el centro de Preston y otra vía férrea de Wyre Joint en Preston a Fleetwood. Fleetwood decreció como un centro turístico, cuando su fundador y principal patrocinador financiero, Peter Hesketh-Fleetwood, se fue a la bancarrota. En contraste, Blackpool detonó. Una repentina afluencia de visitantes arribaron por tren, proveyendo motivación a los empresarios para construir alojamientos y crear nuevas atracciones, atrayendo a más visitantes en un ciclo de crecimiento rápido en los años de 1850 a 1860.
El crecimiento se vio intensificado por la práctica de los propietarios de algodón de Lancashire de cerrar las fábricas por una semana cada año para descanso del servicio y reparar la maquinaria. Estas se hicieron conocidas como semanas Estelas. Cada fábrica de la ciudad cerraría en una semana diferente, permitiendo que una corriente constante y fiel de visitantes se dirigiera a Blackpool por un tiempo prolongado en verano.
En 1863, el muelle Norte se completó, convirtiéndose rápidamente en un centro de atracción para los visitantes de élite. Central Pier se terminó en 1868, con un teatro y una gran pista de baile al aire libre. La ciudad se expandió hacia el sur más allá de sus límites concluyendo en la hoy conocida como Milla de Oro, hacia la costa Sur, y el muelle Sur se completó allí en 1893, por lo que Blackpool era la única ciudad en el Reino Unido con tres muelles. En 1878, el complejo Winter Gardens abrió, incorporando diez años después, la Casa de la Ópera, que se dice era la más grande en el Reino Unido fuera de Londres.

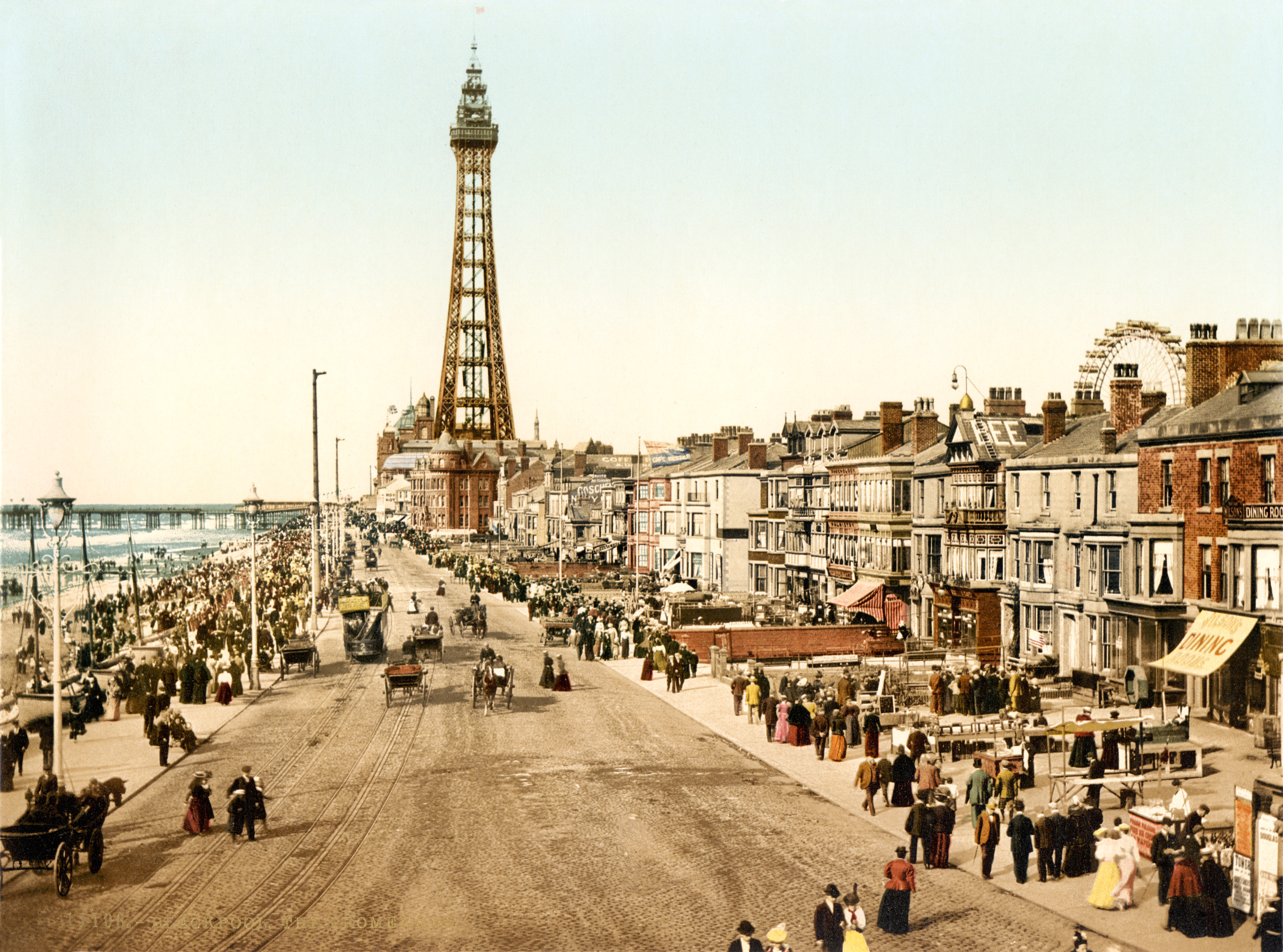
Fotocromo del paseo marítimo c. 1898.

En 1879, grandes partes del paseo marítimo fueron cableadas. La iluminación eléctrica y sus concursos adjuntos reforzaron el estatus de Blackpool como el centro turístico de vacaciones más importante del norte de Inglaterra, y en concreto el carácter de su clase trabajadora. Fue el precursor de la hoy en día iluminación de Blackpool. En los años 1890, la ciudad tenía una población de 35 000 habitantes y podía acoger a 250 000 turistas. El número de visitantes anuales, muchos permaneciendo por una semana, fue estimado en tres millones.
En 1894 abrieron dos de los edificios más importantes de la ciudad, el Gran Teatro en la calle Church y la torre de Blackpool en el paseo marítimo. El Gran Teatro fue uno de los primeros teatros electrificados de Gran Bretaña. Cuando abrió la torre, 3000 clientes dieron los primeros paseos a la cima. Los turistas pagaban seis peniques por entrada, seis más por un paseo en los ascensores hasta la cima, y unos seis peniques más para el circo.
En los Estados Unidos, arboledas para picnics fueron instauradas a lo largo de ríos y lagos que proveían el baño y los deportes acuáticos, tales como el lago Compounce en Connecticut, el primero abierto como un pintoresco parque para comidas campestres en 1846, y el parque Riverside en Massachusetts, instaurado en los años 1870 a lo largo del río Connecticut.
Una ubicación similar era Coney Island en Brooklyn, Nueva York, frente al océano Atlántico, donde una línea de tranvía tirada por caballos llevaba a los buscadores de ocio hasta la playa ya a comienzos de 1829. En 1875, un millón de pasajeros llegaban a la isla de Coney en ferrocarril, y en 1876 dos millones visitaron la isla. Los hoteles y las atracciones fueron construidos para alojar tanto a las clases altas como a las clases trabajadoras en la playa. El primer carrusel fue instalado en los años 1870, la primera montaña rusa, Switchback Railway, en 1884.
En la última década del siglo XIX, líneas de tranvía fueron desarrolladas en muchas grandes ciudades americanas. Las compañías que fundaron el trole eléctrico también desarrollaron estaciones de troles como meta de estas líneas. Las estaciones de trole tales como la estación Ponce de León de Atlanta, o la estación Carsonia de Reading fueron al principio lugares populares de ocio natural antes de que las compañías de tranvías locales compraran los lugares, expandiéndolas con alamedas para comidas campestres e incluyendo las atracciones habituales, atracciones mecánicas, salones de baile, deportes de campo, paseos en barco, restaurantes y otros complejos turísticos.

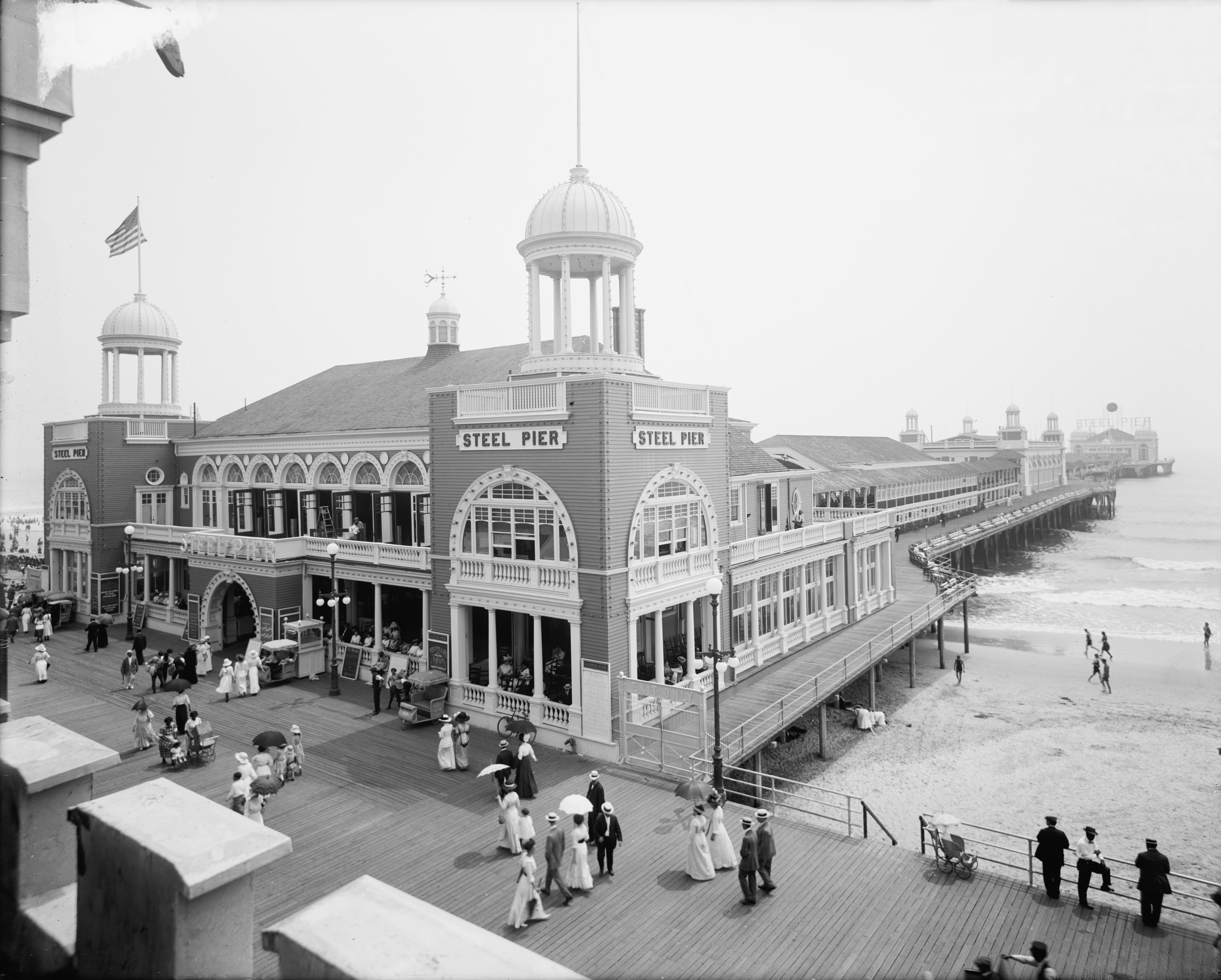
Embarcadero de acero

Algunos de estos parques fueron desarrollados en lugares turísticos tales como las playas en la costa de Nueva Jersey y Nueva York. Un primer ejemplo en Nueva Jersey fue Atlantic City, un famoso lugar de vacaciones. Emprendedores levantaron parques de entretenimiento sobre embarcaderos que se extendían desde el paseo marítimo hacia el océano. El primero de varios fue el Embarcadero Océano en 1891, seguido luego por el Embarcadero de Acero en 1898, los cuales alardeaban ambos de paseos y típicas atracciones de ese momento, tales como juegos de estilo intermedio y carros eléctricos para montar. El paseo marítimo también tenía la primera rotonda instalada en 1892 por William Somers, un predecesor de madera del Ferris Wheel. Somers instaló otras dos en el Asbury Park, Nueva Jersey y en Coney Island, Nueva York.
Otro de los primeros parques fue el Parque de Atracciones Eldorado que abrió en 1891 en las riberas del río Hudson, con vistas a la Ciudad de Nueva York. Constaba de 25 acres.

### Parques de atracciones modernos

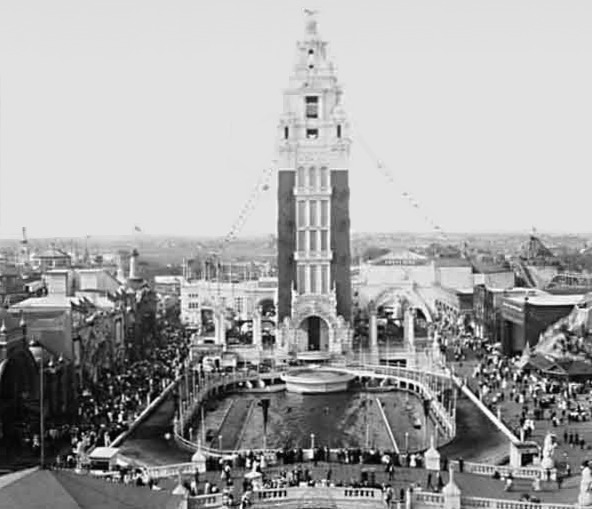
Dreamland tower y lago en 1907

La primera área de entretenimiento cerrada permanentemente, regulada por una sola compañía, fue fundada en Coney Island, en Brooklyn: el Sea Lion Park. Este parque fue uno de los primeros en cobrar admisión para entrar al parque además de vender entradas para las atracciones dentro del parque.
En 1897, el Sea Lion Park fue unido al Steeplechase Park, el primero de los tres principales parques de atracciones que abrirían en el área de la Isla de Coney. George Tilyou diseñó el parque para proporcionar emociones y entretenimiento. La combinación del cercano centro de población de la Ciudad de Nueva York y el fácil acceso al área hicieron de Coney Island la personificación del parque de atracciones Americano. Coney Island ofrecía también el Luna Park y el Dreamland. Coney Island fue un enorme éxito y en el año 1910 la asistencia en algunas jornadas podía alcanzar el millón de personas. Impulsados por los esfuerzos de Frederick Ingersoll, otros "Luna Park" fueron erigidos rápidamente por todo el mundo y abrieron con excelentes críticas.
El primer parque de atracciones de Inglaterra fue abierto en 1896, la "Playa del Placer" de Blackpool por W. G. Bean. En 1904, la "Máquina Cautiva Voladora" de Hiram Maxim fue allí introducida; él había diseñado un primer avión impulsado por máquinas de vapor que habían sido infructuosas y en su lugar abrieron un viaje de placer en carruajes voladores que giraban alrededor de un poste central. Otros juegos incluían la "Grotto" (un paseo de fantasía), "River Caves" (un tren de recreo), toboganes y una torre-tobogán.
El fuego fue una constante amenaza en esos días, gran parte de la construcción dentro de los parques de atracciones eran de madera. En 1911, Dreamland fue el primer parque de atracciones de la Isla de Coney en quemarse completamente; en 1944, el Luna Park también quedó reducido a cenizas. La mayoría de los Luna Park de Ingersoll fueron destruidos de forma similar, normalmente por incendios provocados o accidentales, antes de su fallecimiento en 1927.

### La edad de oro

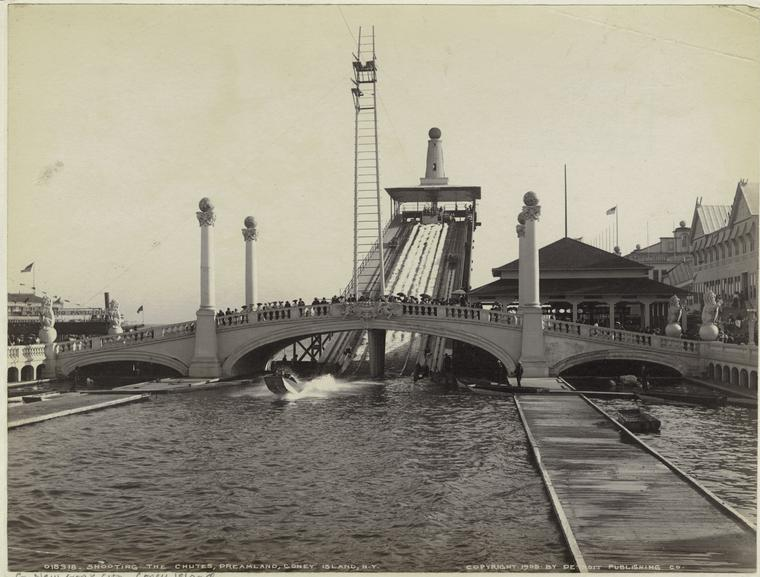
Shoot-the-chute en Dreamland, Coney Island. 1905

Durante la edad dorada (1870 a 1890), muchos norteamericanos empezaron a trabajar menos horas y contando con más ingresos disponibles. Con una mayor cantidad de dinero extra y tiempo para gastarlo en actividades de ocio, los norteamericanos buscaron nuevos lugares y formas para el entretenimiento. Parques de atracciones, levantados en las afuera de importantes ciudades y áreas rurales, surgieron para satisfacer esta nueva oportunidad económica. Estos parques servían como fuente de fantasía y escape de la vida real. En los años 1900, cientos de parques de atracciones estaban operativos por todos los Estados Unidos y Canadá. Las estaciones de troles quedaban en las afueras de muchas ciudades. Estaciones como Ponce de León e Idora en Atlanta, cerca de Youngstown, Ohio, llevaban pasajeros de la forma tradicional hasta los parques populares de pícnic, para disfrutar comidas campestres, los cuales desde los años 1890 a menudo también incluían atracciones como el Columpio Gigante, Carruseles y Tolvas de Tiro. Estos parques de atracciones estuvieron a menudo basados en los parques nacionales conocidos o en las ferias mundiales: tenían nombres como Coney Island, White City, Luna Park o Dreamland. La edad dorada Americana fue de hecho, la Edad de Oro que imperó en los parques de atracciones hasta finales de los años 1920.
La Edad de Oro de los parques de atracciones también incluyó la llegada del parque para niños. Fundado en 1925, el primer Parque Infantil original está ubicado en San Antonio, Texas y aún está operando hoy en día. Los parques infantiles se hicieron populares por toda América después de la Segunda Guerra Mundial.
Al final de la Primera Guerra Mundial, la gente parecía querer un aún más excitante entretenimiento, una necesidad por conocer las montañas Rusas. Esta área vio así el desarrollo de nuevas innovaciones en las montañas rusas, que incluían caídas y velocidades enormes para emocionar a los ocupantes. Aunque el desarrollo del automóvil proporcionó a la gente más opciones para satisfacer sus necesidades de entretenimiento, los parques de atracciones después de la guerra continuaron con éxito, mientras los parques de atracciones urbanos para picnics vieron declinar la asistencia. Los años 1920 son más correctamente conocidos como la Edad de Oro de las montañas Rusas, siendo una década de construcción frenética de estas atracciones.
En Inglaterra, el Dreamland Margate abrió en 1920 con una montaña rusa escénica que abrió al público como un gran evento, llevando hasta medio millón de pasajeros en su primer año. El parque también instaló otros paseos comunes al mismo tiempo incluyendo pequeñas montañas rusas, La Joy Wheel, Miniature Railway, La Whip y River Caves. Un salón de baile fue construido en el sitio de la pista de patinaje en 1920 y en 1923 varios cines fueron edificados en el lugar. Entre 1920 y 1935 más de $500 000 fueron invertidos en el lugar, adicionando constantemente nuevos paseos y atracciones culminando en la construcción del complejo Cinema Dreamland en 1934 el cual sigue en pie hasta estos días.
Mientras tanto, la playa Blakpool Pleasure también estaba siendo desarrollada. Con frecuencia las inversiones a gran escala eran responsables de la construcción de varios nuevos paseos, incluyendo la Virginia Reel, Whip, Noah's Ark, Big Dipper y Dodgems. En los mil novecientos fue construido el "Edificio Casino", el cual permanece hasta estos días.
En 1923, la tierra frente del océano fue reclamada. Esto fue en el período que el parque se mudó a sus 44 acres (180 000 m²) actuales sobre lo que se convirtió en Watson Road, el cual fue construido bajo el Pleasure Beach en 1932. Durante este tiempo Joseph Emberton, un arquitecto famoso por su trabajo en comercio del entretenimiento fue traído a rediseñar el estilo arquitectónico del primer Pleasure Beach, trabajando sobre la montaña rusa "Grand National", Noah's Ark y el edificio Casino por nombrar algunos.

### Declive de la depresión y la posguerra

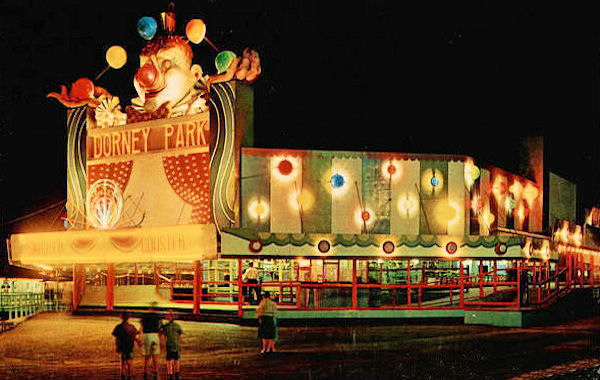
Entrada principal al Parque Dorney & Widwater Kingdom, Allentown, Pensylvania, 1950.

La Gran Depresión de los años treinta y la Segunda Guerra Mundial durante los cuarenta vieron declinar los parques de la industria del entretenimiento. La guerra causó que la afluencia de población urbana se mudara a los suburbios, la televisión se convirtió en fuente de entretenimiento, y las familias empezaron a ir menos a menudo a los parques de diversiones.
Por los sesenta, factores tales como la decadencia urbana, el crimen, e incluso la discriminación en los guetos guiaron el cambio de gustos en cómo la gente elegía pasar su tiempo libre. Varios de los más viejos y tradicionales parques de diversiones cerraron o se redujeron a cenizas. Muchos serían eliminados por la demoledora para hacer sitio a viviendas suburbanas y nuevos planeamientos urbanísticos. En 1964, el Steeplechase Park, una vez el rey de todos los parques de atracciones, cerró por las buenas. Los parques de atracciones tradicionales que sobrevivieron, por ejemplo, Kennywood, en West Mifflin, Pensilvania, y Cedar Point, en Sandusky, Ohio, lo hicieron a pesar de las peores probabilidades.

## Parques de atracciones y temáticos hoy

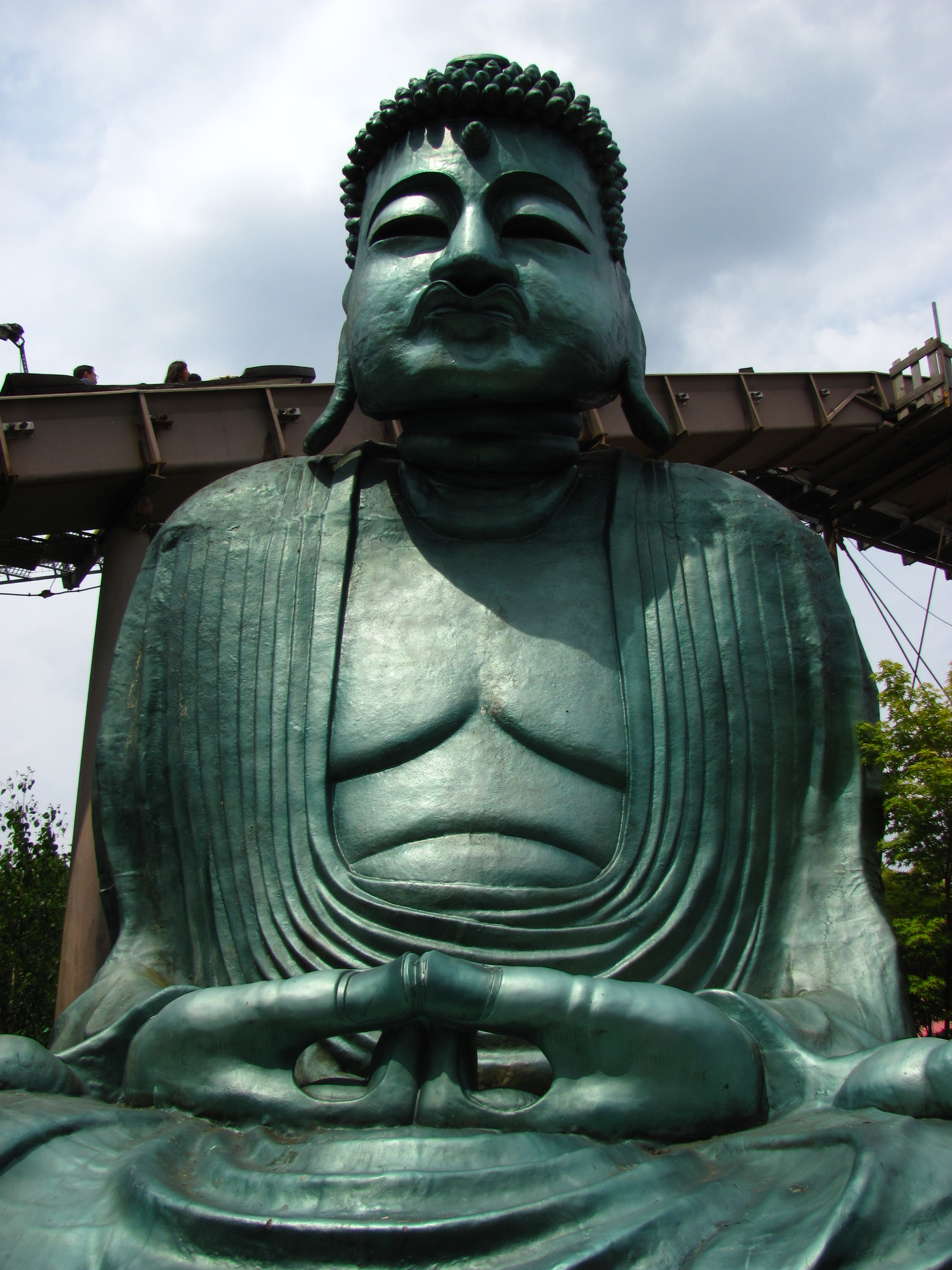
Estatua de Buda en el Místico Este del Chessington World of Adventures.

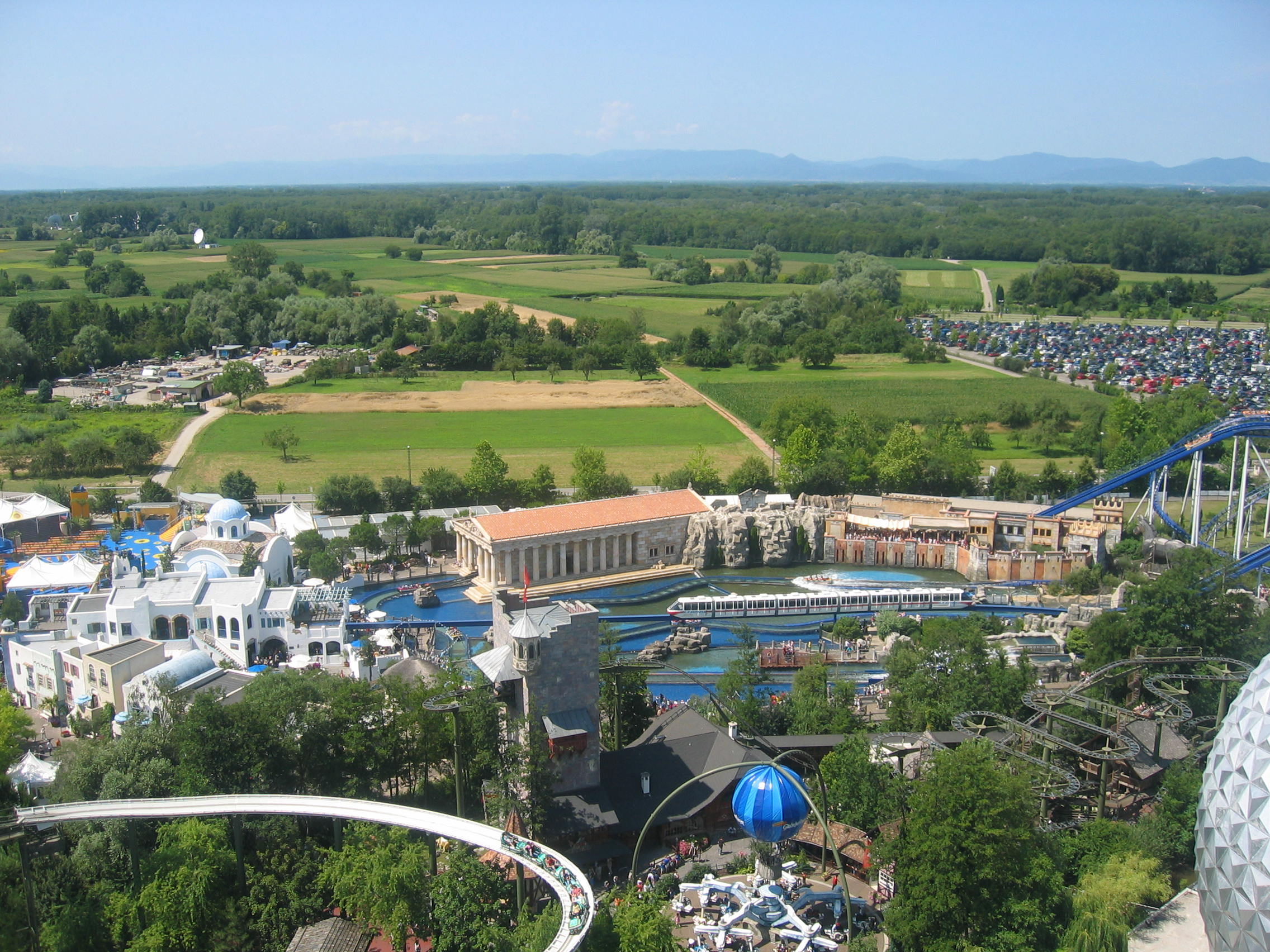
Europa-Park, Alemania.

Las ofertas de la industria del parque de atracciones van desde los grandes parques temáticos mundiales tales como el Magic Kingdom, el SeaWorld de Orlando y el Universal Studios Hollywood a parques temáticos de tamaños más pequeños y medianos tales como los parques Six Flags y Cedar Fair. Existen incontables empresas más pequeñas en muchos de los estados de los Estados Unidos y en otros países alrededor del mundo. Aunque parques temáticos más sencillos dirigidos directamente hacia los niños también han surgido, tales como Legoland.

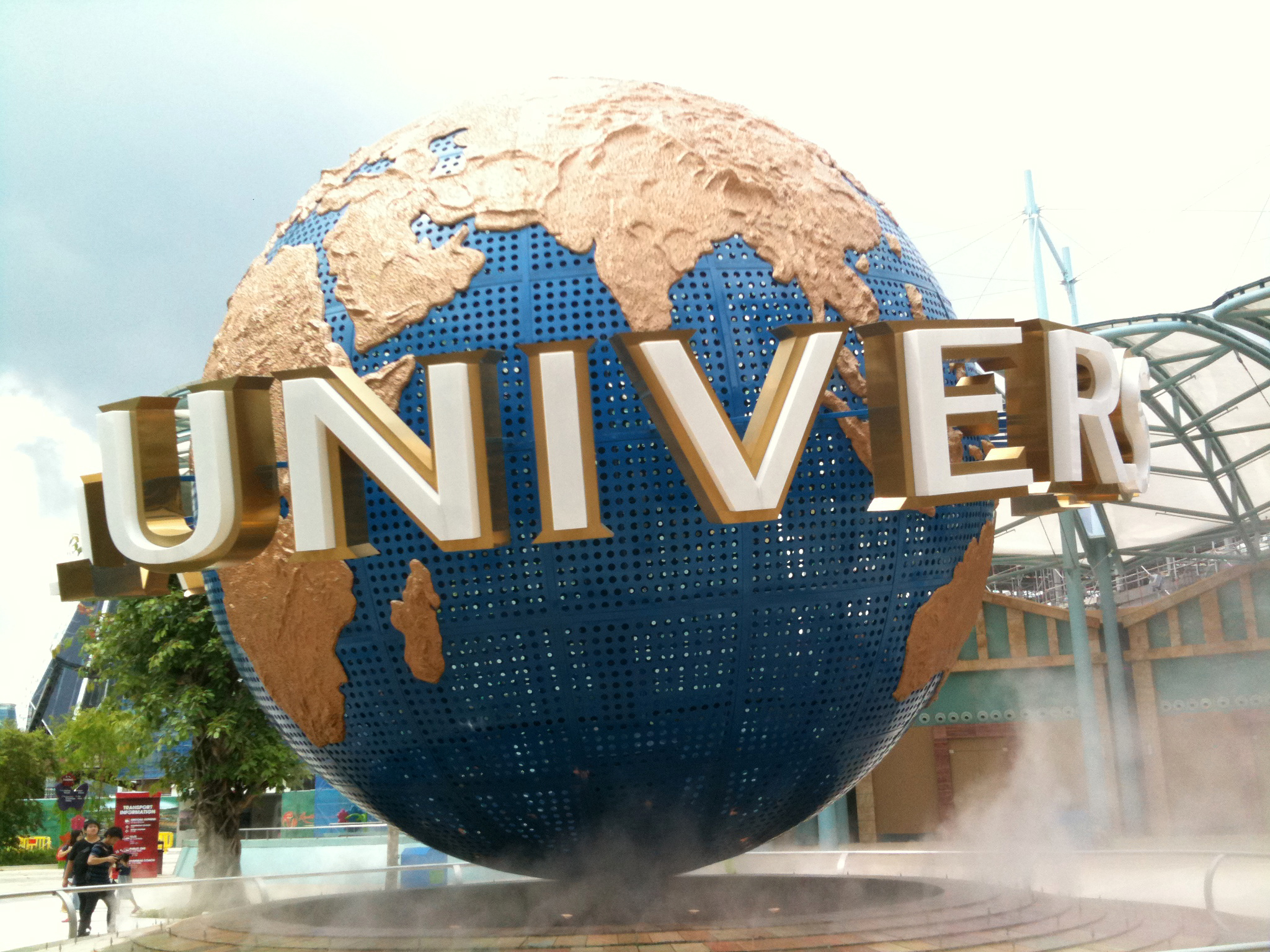
Universal Estudios Singapur

Ejemplos de parques de atracciones en centros comerciales son el Centro Comercial West Edmonton, Alberta, Canadá, Pier 39, San Francisco, Mall of America, Bloomington, Minnesota.
Parques de atracciones familiares, empezando como minigolfs, comenzaron a crecer para incluir jaulas de bateo, karts (coches pequeños de carreras), autos de choque, barcas de choque y toboganes de agua. Algunos de estos parques han crecido para incluir incluso montañas rusas, y los parques de atracciones tradicionales ahora también tienen estas áreas de competición además de sus atracciones mecánicas.
A partir de 2008, la compañía Walt Disney dio cuentas por alrededor de la mitad del total de los ingresos de la industria en Estados Unidos, con un resultado de más de 50 millones de visitantes de sus atracciones ubicadas en Estados Unidos cada año.

## Otros tipos de parque de atracciones

### Parques temáticos educativos

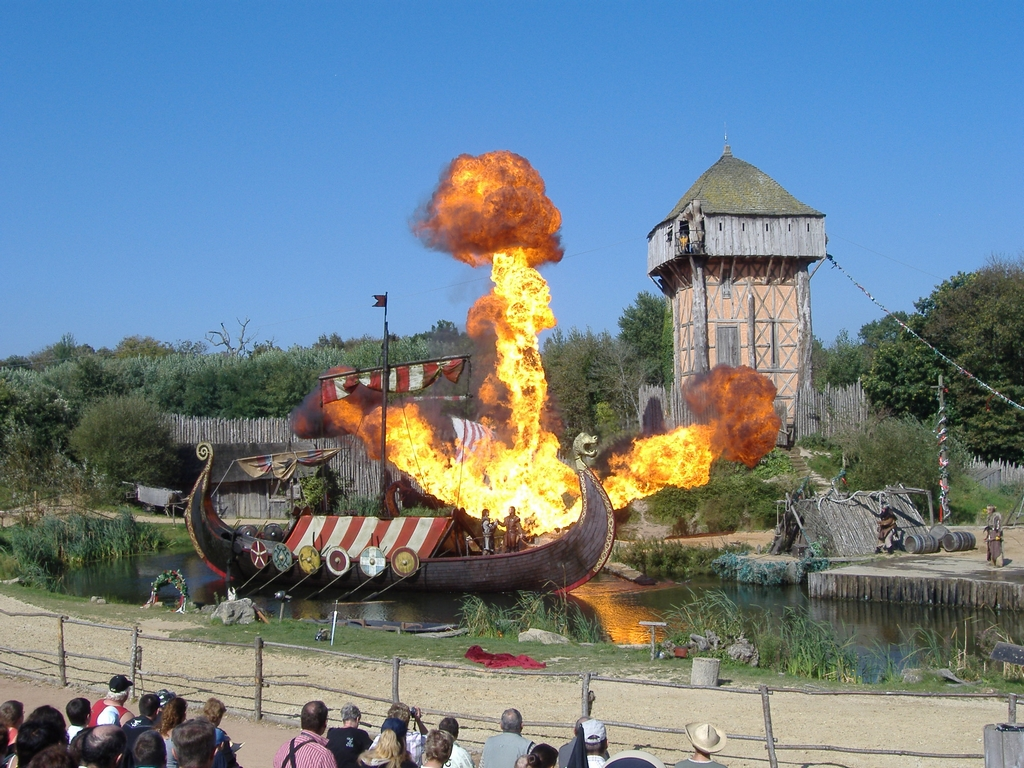
El histórico parque temático Puy du Fou en Francia ganó el Premio de Aplausos de 2014 de la IAAPA.

Algunos parques usan los juegos y atracciones para propósitos docentes. Disney fue el primero en abrir satisfactoriamente un parque temático a gran escala construido en torno a la educación. Llamado Epcot, abrió en 1982 como el segundo parque en el Walt Disney World Resort. También hay Holy Land USA y la Holy Land Experience, que son parques temáticos construidos para inspirar la piedad Cristiana. El Mundo del Dinosaurio entretiene a las familias con recreaciones de dinosaurios en escenarios naturales, mientras que los parques SeaWorld y los Busch Gardens también ofrecen experiencias educacionales, con cada uno de los parques albergando a varios miles de animales, peces y otras especies marinas en docenas de atracciones con un enfoque en pedagogía animal.
Creado en 1977, Puy du Fou es un muy celebrado parque temático en Vandea, Francia. Está centrado en torno a lo europeo, Francia y la historia local. Recibió varios premios internacionales.

### Parques temáticos familiares

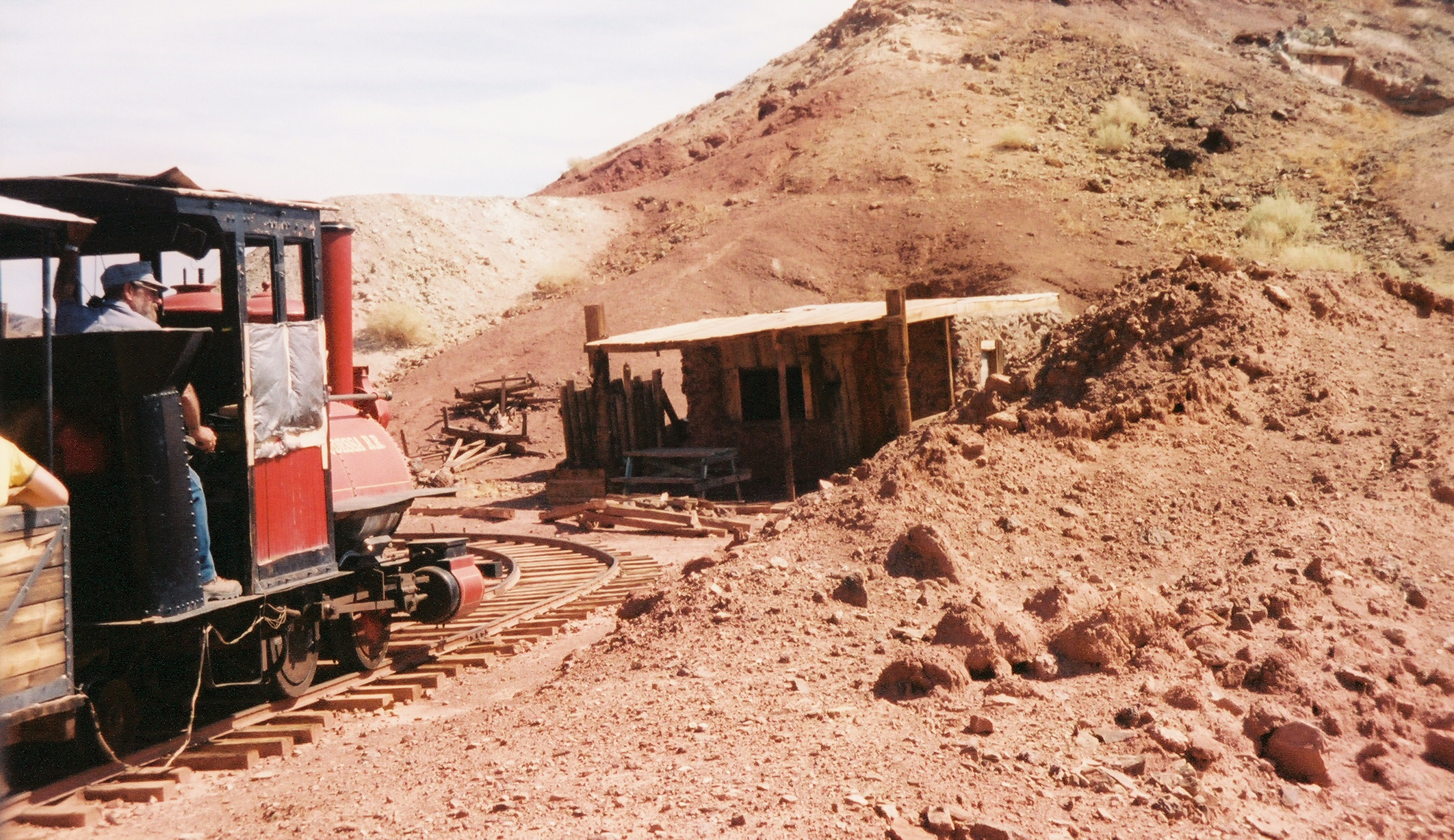
Tren minero de vía estrecha pasando la Pueblo fantasma de Calico.

Algunos parques temáticos evolucionaron de empresas de parques de atracciones más tradicionales, tales como la Knott's Berry Farm. En los años 1920, Walter Knott y su familia vendían bayas en un puesto de carretera que creció para incluir un restaurante para servir comidas de pollo frito. En unos cuantos años, las colas fuera del restaurante eran a menudo de varias horas de espera. Para entretener a la multitud que esperaba, Walter Knott construyó un "pueblo fantasma" en 1940, usando construcciones reubicadas de ciudades reales del antiguo Oeste tales como la ciudad fantasma de Calico, California y Prescott, Arizona. En 1968, la familia Knott cercó la granja, cobró la admisión para la primera vez, y la granja de Bayas de Knott se convirtió oficialmente en un parque de atracciones. Debido a su larga historia, Knott's Berry Farm reivindica actualmente ser el "primer parque temático de América". Knott's Berry Farm es ahora propiedad de la compañía de entretenimiento Cedar Fair. Lake Compounce en Bristol, Connecticut puede ser el parque de atracciones más antiguo en verdad operando continuamente en Estados Unidos, abierto desde 1846. Santa Claus Land, que abrió en Santa Claus, Indiana en 1935 e incluyó el Castillo de Golosinas de San Nicolás y otros temas de atracciones sobre Santa Claus, está considerado la primera atracción temática en Estados Unidos: un precursor del parque temático actual. Santa Claus Land (renombrado Mundo de Vacaciones en 1984) abrió en 1946 en Santa Claus, Indiana y mucha gente argumenta que fue el primer parque temático verdadero a pesar de la historia de Knott. En los años 1950 la familia Herschend asumió el funcionamiento de la atracción turística, Marvel Cave cerca de Branson, Misuri. Durante la próxima década modernizaron la cueva, que llevó a gran número de personas a esperar para tomar el recorrido. La familia Herschend abrió una recreación de la antigua ciudad minera que una vez existió encima de Marvel Cave. La pequeña aldea finalmente se convirtió en el parque temático, Silver Dollar City. El parque continúa aún en propiedad y operado por los Herschend y la familia tiene otros varios parques incluyendo Dollywood, Celebration City y Wild Adventures.

### Parques regionales
El primer parque de atracciones regional, así como el primer parque Six Flags, Six Flags Over Texas fue abierto oficialmente en 1961 en Arlington, Texas cerca de Dallas. El primer parque de atracciones Six Flags fue la visión de Angus Wynne junior y ayudó a crear la moderna y competitiva industria de parques de atracciones. A finales de los años 1950, Wynne visitó Disneyland y fue inspirado para crear un asequible, próximo y más grande parque de atracciones que sería ocupado con fantasía. Siguió los pasos de Disney y tenía subdivisiones dentro del parque que reflejaban diferentes tierras. Las subdivisiones incluían el Viejo Sur y otras secciones que referenciaban el pasado de Wynne. En 1968, el segundo parque Six Flags, Six Flags Over Georgia abrió, y en 1971 Six Flags Over Mid-America (ahora Six Flags (Saint Louis)) abrió cerca de San Luis, Misuri. En 1971 también fue la apertura del complejo turístico Walt Disney World Resort en Florida, con Magic Kingdom, Epcot (1982), Disney's Hollywood Studios (1989) y Animal Kingdom (1998).

## Precios y políticas de admisión

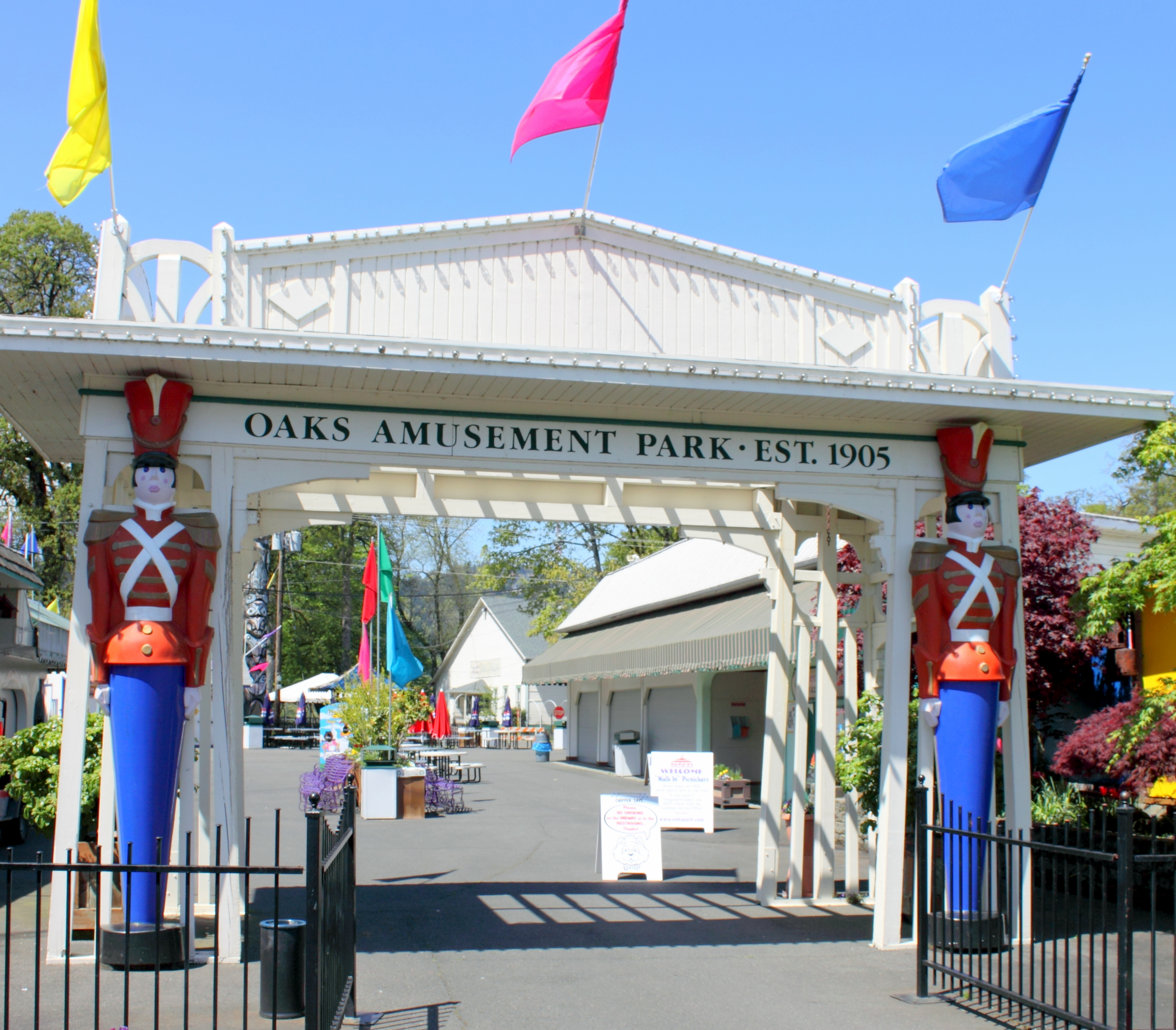
Parque de Atracciones de Oaks en Portland, Oregón.

Los parques de atracciones reúnen gran parte de sus ingresos del pago de honorarios de admisión de los clientes que asisten al parque. Otras fuentes de ingresos incluyen honorarios de aparcamiento, y la venta de comida, bebida y recuerdos.
Prácticamente todos los parques de atracciones usan una o dos formas de entrada principales:

### Paga cuando vayas
En los parques de atracciones que usan el sistema de pago cuando vayas, un cliente entra al parque con poco o ningún cargo. El cliente debe comprar luego las atracciones individualmente, o bien en la entrada de las atracciones o por medio de comprar boletos para la atracción (o un método de intercambio similar, como las fichas). El coste de la atracción está a menudo basada en su complejidad o popularidad. Por ejemplo, un cliente podría pagar un boleto por montar en un carrusel pero cuatro boletos para montar en una montaña rusa.
El parque puede permitir a los clientes comprar un pase proporcionando admisiones ilimitadas para todas las atracciones dentro del parque por una duración de tiempo específica. Una pulsera o pase en entonces mostrada en la entrada de la atracción para obtener la admisión.

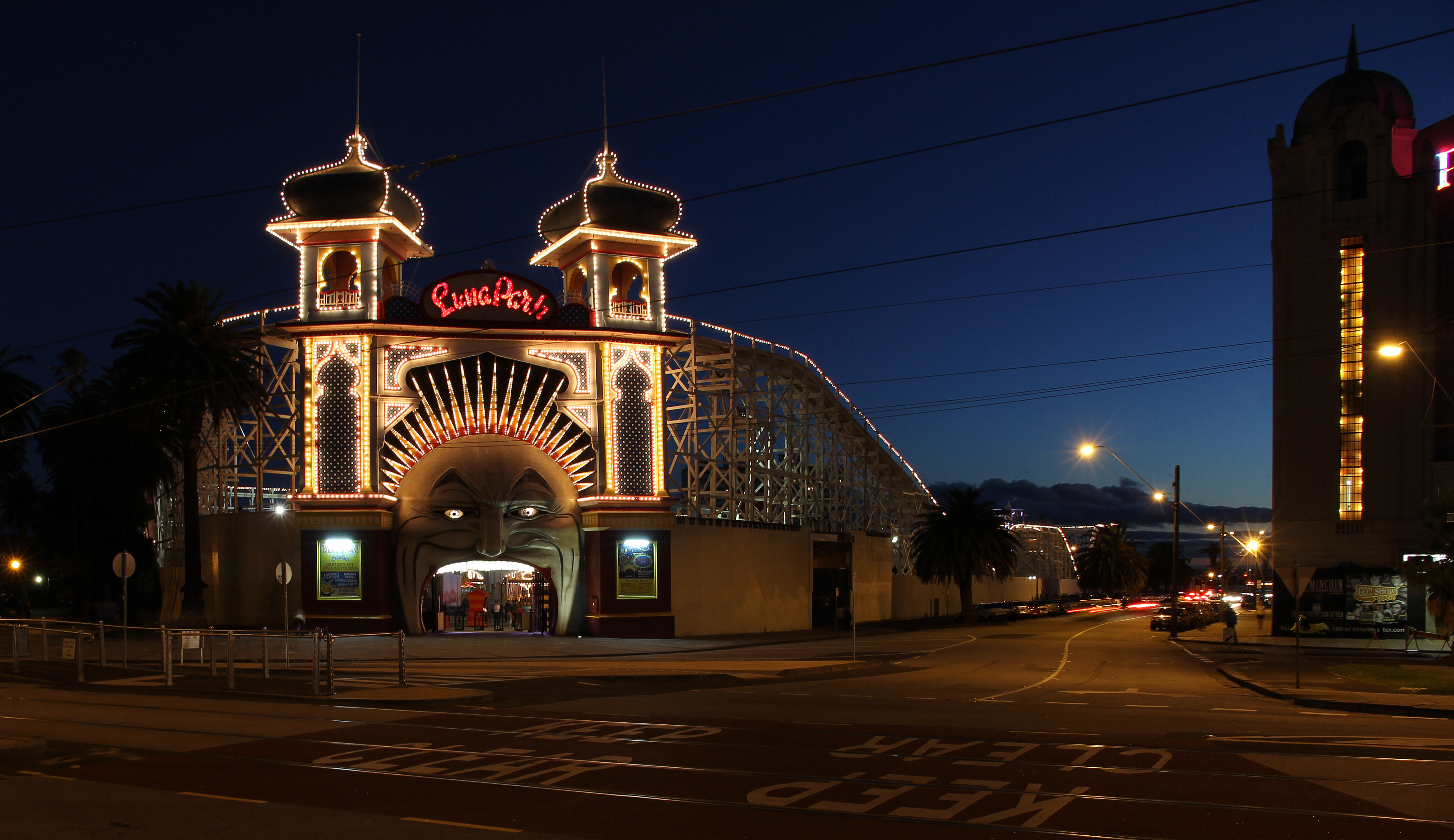
Melbourne Luna Park.

Disneyland abrió en 1955 usando el formato paga cuando vayas. Al principio, los clientes pagaban los honorarios de entrada a la atracción en las propias atracciones. En poco tiempo, los problemas de manejar tan gran cantidad de monedas llevó al desarrollo del sistema de boletos que, aunque ahora fuera de uso, es aún parte del lenguaje del parque de atracciones. En este formato nuevo, los clientes compraban reservas de billetes que contenían un número de los boletos, etiquetados "A", "B" y "C". Los juegos y atracciones que usaban un "A-ticket" eran por lo general sencillas, con los "B-ticket y C-ticket" usados para las más grandes, atracciones más populares. Más tarde, fueron añadidos los "D-ticket", luego al final el famoso nuevo "E-ticket", que era usado en las más grandes y más elaboradas atracciones, como Space Mountain. Los boletos más pequeños podían ser negociados para usar en atracciones más grandes (es decir, dos o tres boletos A igualarían un solo boleto B). Disneyland, así como el Magic Kingdom en Walt Disney World, abandonaron esta práctica en 1982.
Las ventajas de paga cuando vayas incluyen lo siguiente:
- Los clientes pagan solo por lo que ellos eligen experimentar, permitiéndoles visitar el parque por un corto periodo de tiempo (mientras que el cliente que consigue pases de un día "pagando un precio" están por lo general obligados a emplear horas para aprovechar al máximo el coste). El coste de las atracciones puede ser cambiado fácilmente para estimular su uso o para sacar provecho de su popularidad.

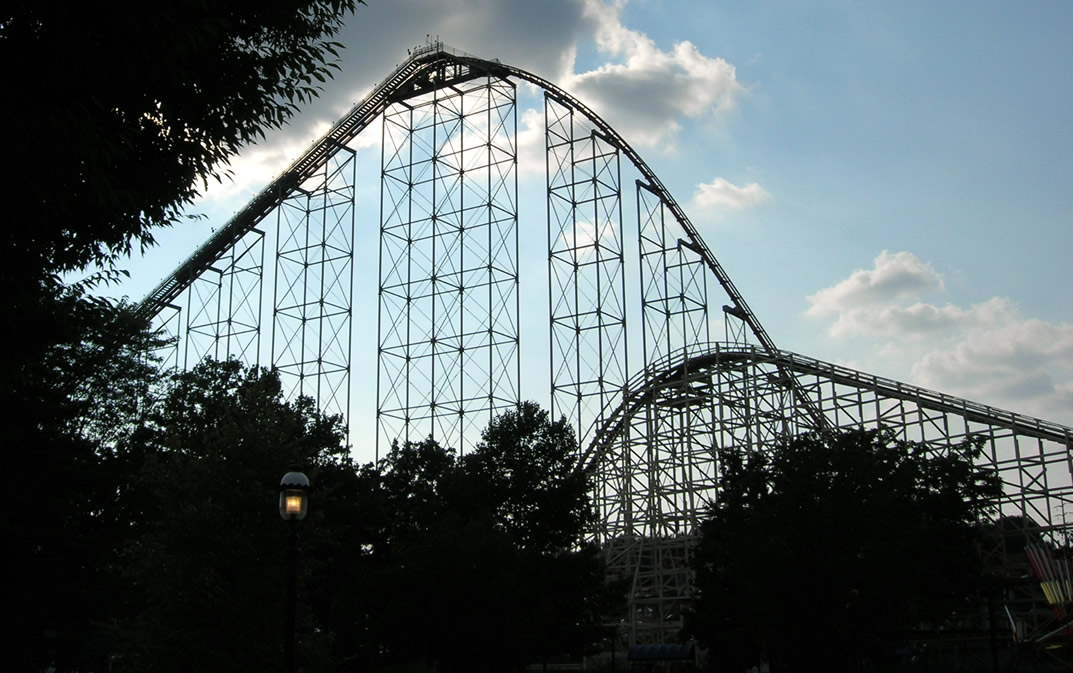
Dorney Park and Wildwater Kingdom's en Allentown, Pensilvania

- Lo más adecuado para los parques es ubicarse en áreas con alto tráfico peatonal y rodeados de puntos de competencia de interés (es decir, galerías comerciales o teatros no operados por el parque) y/o atracciones naturales, que hacen difícil cobrar un honorario de admisión. Por ejemplo, el Parque de Atracciones de Centreville fue una de las numerosas atracciones de las islas de Toronto junto con las playas y clubes de navegación, y su esquema de pase paga cuando vayas fue adaptado a sus clientes, que normalmente emplean solo 1 o 2 horas en el parque. Para parques de atracciones dentro de centros comerciales tales como el West Edmonton Mall's Galaxyland, donde las atracciones de entretenimiento existen junto con tiendas, el tráfico peatonal consiste tanto de compradores como de clientes del parque, así que puede no ser práctico segregar los locales del parque y cobrar un honorario de admisión.

Las desventajas de paga cuando vayas incluyen lo siguiente:
- El cliente puede cansarse de gastar dinero casi continuamente.
- El cliente puede no gastar tanto en comida o recuerdos.
- Los resultados de volúmenes elevados de clientes de poco gasto, y el resultante bajo margen de beneficios son solo suficientes para que los parques de atracciones maduros no se amplien.[33]

### Paga un precio
Un parque de atracciones que use el esquema de paga un precio cargará a los clientes un solo honorario grande de admisión. El cliente está entonces en derecho de usar la mayoría de las atracciones (normalmente incluyendo la montaña rusa insignia) del parque tan a menudo como ellos deseen durante su visita. Un pase de admisión diario (pase diario) es el pase más básico en la sala, también se venden abonos de temporada que ofrecen la admisión del titular para todo el año de funcionamiento (más privilegios especiales para las atracciones más nuevas), y los pases express, que dan al titular prioridad para pasar sin hacer cola en las atracciones populares.
Los parques de formato paga un precio tienen atracciones que no están incluidas en el cargo de admisión; estas se llaman "atracciones de precio superior" y pueden incluir atracciones extremas o pistas de kart, o juegos de habilidad donde se ganan premios.
Cuando Angus Wynne, fundador del Six Flags Over Texas, visitó primero Disneyland en 1959, observó el formato paga según vayas del parque como una razón para hacer su parque con el formato paga un precio. Él pensó que una familia sería más probable que visitara su parque si sabían, por adelantado, cuanto les costaría asistir.
Las ventajas de paga un precio incluyen:
- Bajos costes por los operarios del parque, porque los dispensadores de boletos no son necesarios en cada atracción.
- Los clientes no tienen que preocuparse del gasto de dinero continuamente en las atracciones, así pueden gastar más dinero en comida y recuerdos.
- Precios más previsibles para ofrecer a los clientes porque el coste es sabido de antemano.
- Más adecuado para los parques de atracciones ubicados en las afueras o en áreas rurales, con el parque siendo a menudo la única atracción allí, lo cual permite una audiencia más cautiva para cobrar honorarios de admisión más altos.
- Los márgenes de beneficios más altos, a su vez, permiten al parque añadir nuevas atracciones.

Las desventajas de paga un precio incluyen:
- El precio puede ser poco atractivo para los clientes que solo visitan el parque para estar con sus familias o usen pocas atracciones.
- Los clientes, por lo general, están obligados a emplear horas con el fin de hacer la mayoría del gasto del pase de un día, el poner precio está orientado para que el cliente haga una excursión de un día entero en vez de una visita corta.

## Juegos y atracciones
La máquinas de emociones mecanizadas son una característica definida de los parques de atracciones. Las primeras atracciones incluyen el carrusel, que se desarrolló originalmente de los primeros métodos de formación de caballería usados en la Edad Media. En el siglo XIX, los carruseles eran comunes en los parques alrededor del mundo. Otro tipo de atracción que determinó el futuro del parque de atracciones fue la montaña rusa. Los orígenes de la montaña rusa pueden remontarse a la Rusia del siglo XVII, donde las atracciones funcionaban por gravedad, y que en principio solo consistía en trineos individuales o rampas de carros de caballo en caída libre desde la cima de laderas de nieve, construidas especialmente con montones de arena en el fondo para el frenado, siendo usados como actividades invernales de ocio. Estas ordinarias curiosidades construidas temporalmente, conocidas como montañas rusas, fueron el comienzo de la búsqueda de atracciones aún más emocionantes en los parques de atracciones. La Columbia Exposition de 1893 fue particularmente un campo de pruebas fértil para las atracciones de entretenimiento e incluían algunas que el público nunca había visto antes, tales como la primera rueda de la fortuna del mundo, uno de los productos más reconocidos de la feria. Desde finales del siglo XX, muchas atracciones de varios tipos son puestas alrededor de un tema específico.
Un parque contiene una mezcla de atracciones cuáles pueden ser divididos a varias categorías.

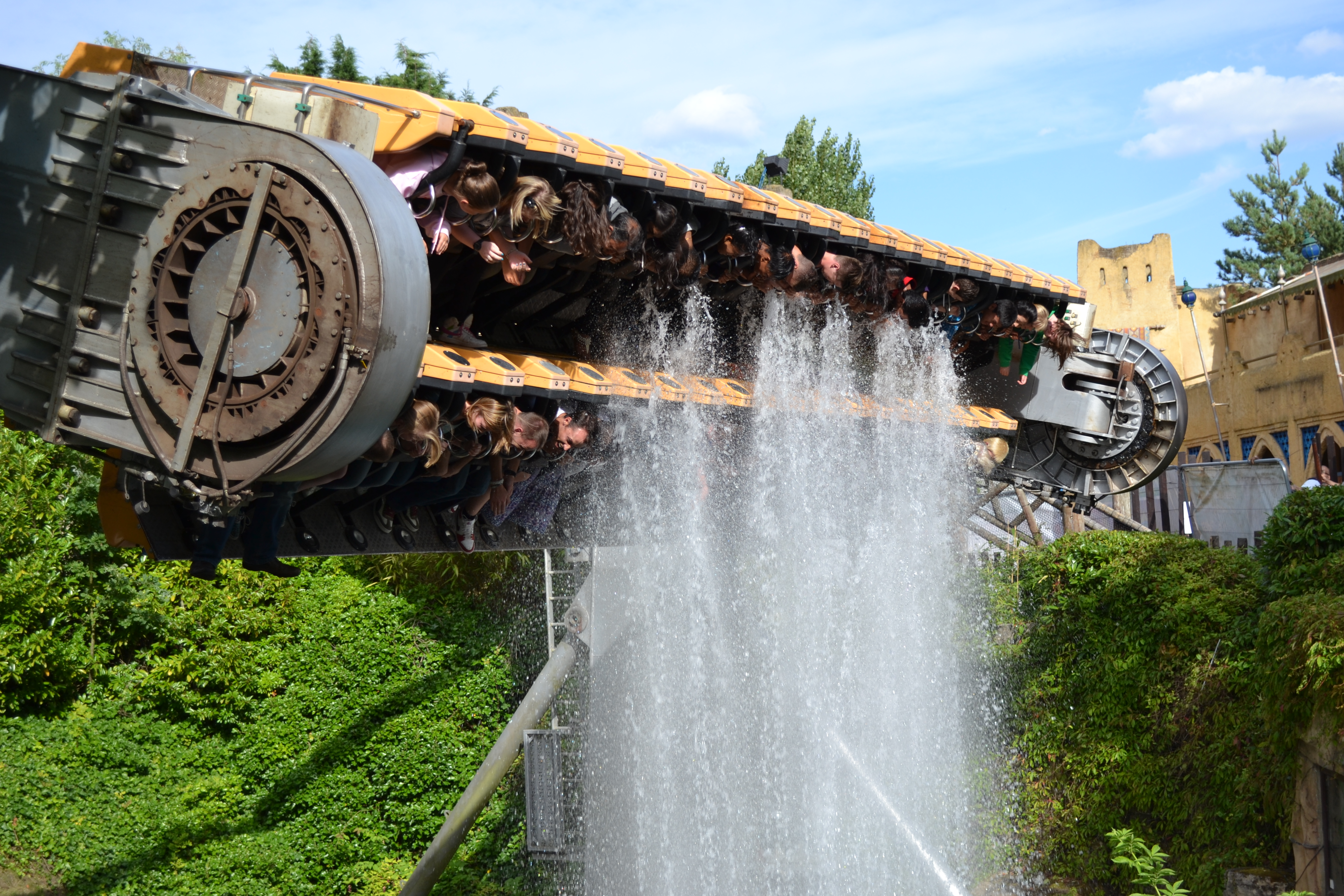
Rameses Venganza en Chessington World of Adventures es un paseo Superior Giratorio de Huss y fue el primero de su clase en ofrecer un elemento de agua.

### Paseo plano
Hay un conjunto básico de atracciones que tienen la mayoría de los parques de atracciones, incluyendo el enterprise, giro de inclinación, la gravitron, el columpio de oscilación, la nave oscilante invertida, el tornado y el giro superior. Sin embargo, hay una innovación constante, con nuevas variaciones en formas de giro y pasajeros pareciendo ser impulsados alrededor en un esfuerzo por mantener la atracción de los clientes. Fabricantes tales como Huss y Zamperla se especializan en crear paseos planos entre otras atracciones de entretenimiento.

### Montaña rusa

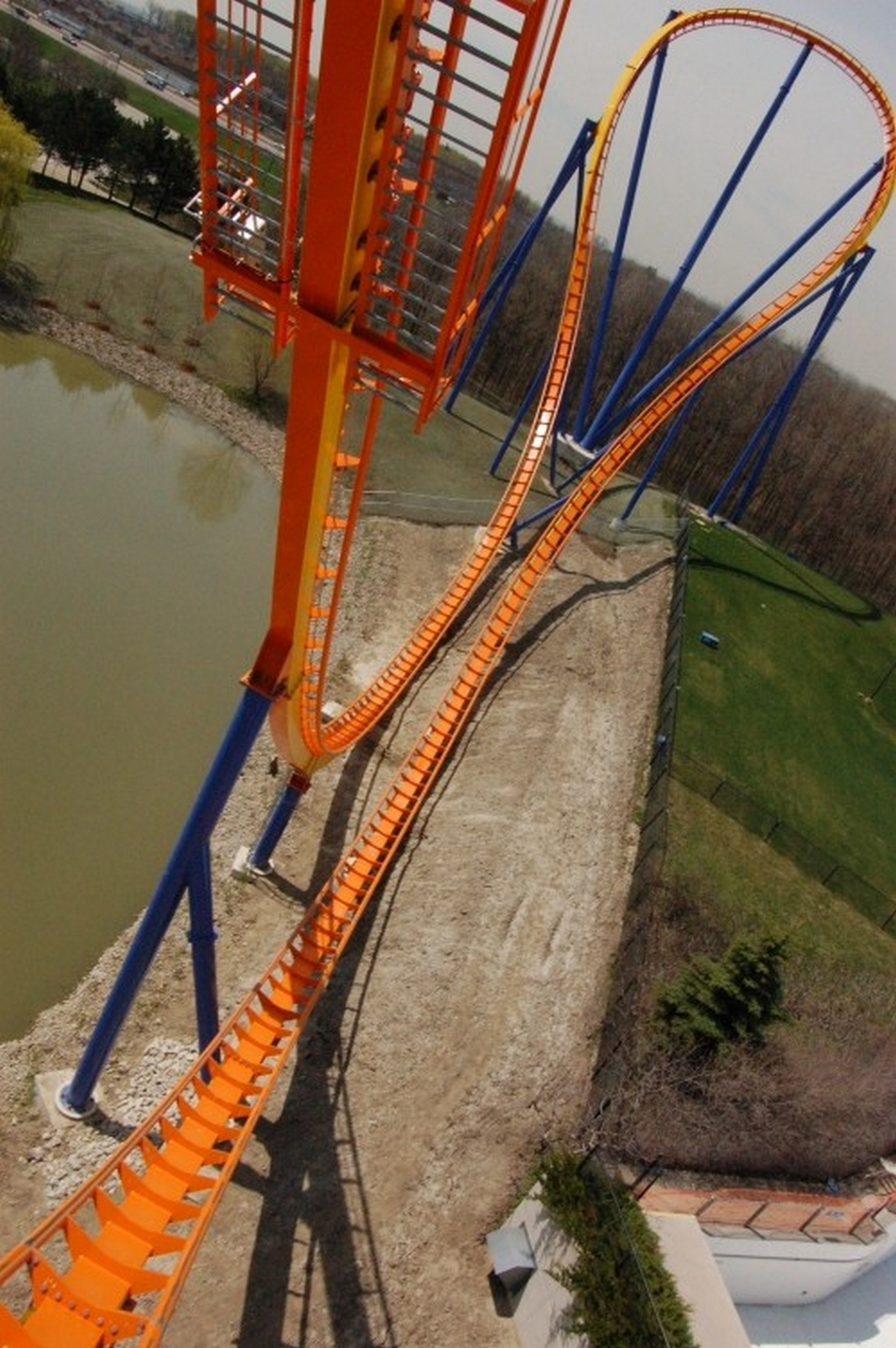
Montaña rusa, tal como la de Behemoth, en Canadá, Wonderland, tiene rápidas y fuertes caídas de gran altitud.

Los parques de atracciones ofrecen a menudo múltiples montañas rusas principalmente de construcción de madera o de acero. En esencia es un sistema ferroviario especializado con fuertes caídas y curvas angulosas, los pasajeros se sientan y son contenidos en cabinas, normalmente con dos o más cabinas unidas para formar un tren. Algunas montañas rusas ofrecen una o más inversiones (tales como bucles verticales) lo que gira a los pasajeros al revés.

### Viaje en tren

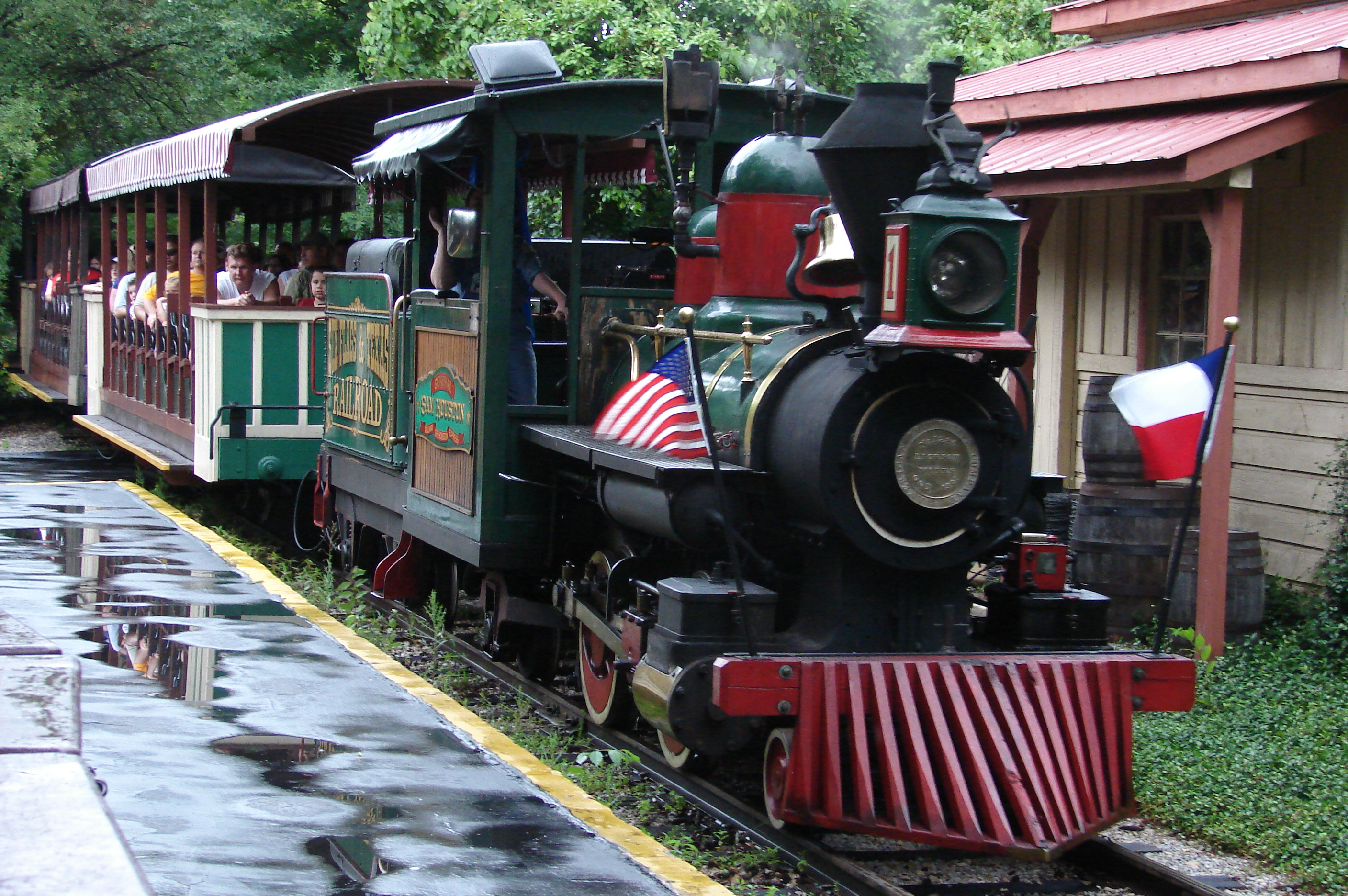
Tren original de 3 pies (914 mm) de ancho de vía del Six Flags &Texas Railroad en operación en 2007.

Los ferrocarriles de los parques de atracciones han tenido una larga y variada historia en los parques de atracciones estadounidenses así como en ultramar. Algunos de los primeros trenes de los parques no eran realmente trenes, sino tranvías, que traían a los clientes a los parques en líneas de ferrocarril regulares desde las ciudades hasta el final de las líneas del ferrocarril donde estaban ubicados los parques. Como tal, algunos parques antiguos, tales como Kennywood, en Pensilvania, se conocen como parques de tranvías. Los primeros trenes de parques que solo funcionaban en líneas dentro de los límites del parque, tales como el ferrocarril de Zephyr en el Parque Dorney, eran construidos por encargo. Además, los ferrocarriles de los parques de atracciones tendían a ser de vía estrecha, significando que el espacio entre sus raíles es más pequeño que el de ferrocarriles de vía estándar de 4 pies y 8 1/2 pulgadas (1,435 mm). Algunas vías estrechas específicas que son comunes en los ferrocarriles de los parques de atracciones son de 3 pies (914 mm), de 2 pies y 6 pulgadas (762 mm) y de 2 pies (610 mm) de ancho de vía.
Fabricantes pasados y presentes incluyen a:
- Allan Herschell Company
- Brookville Equipment Corporation
- Cagney Brothers
- Chance Rides
- Crown Metal Products
- Custom Fabricators
- Custom Locomotives
- Doppelmayr Garaventa Group
- Miniature Train Co. (MTC)
- National Amusement Devices Co. (NAD)
- Ottaway
- Sandley
- Severn Lamb
- Tampa Metal Products
- Train Rides Unlimited

### Atracción de agua
Los parques de atracciones con recursos de agua por lo general ofrecen alguna atracciones de agua, tales como los log flume (paseo por un canal de agua artificial), botes de choque, rápidos y botes de remos. Tales atracciones son normalmente más suaves y más cortas que las montañas rusas y muchas son adecuadas para todas las edades. Las atracciones de agua son especialmente populares en días calurosos.
No deben confundirse con los toboganes de los parques acuáticos.

### Dark ride
Es el conjunto de las atracciones en las cuales uno se monta en un tren o una barca sobre el agua y en las que los clientes viajan en vehículos guiados a lo largo de un camino predeterminado, a través de escenarios iluminados con muchos efectos luminosos incluidos, animatrónica, música y diálogo grabado, y otros efectos especiales.

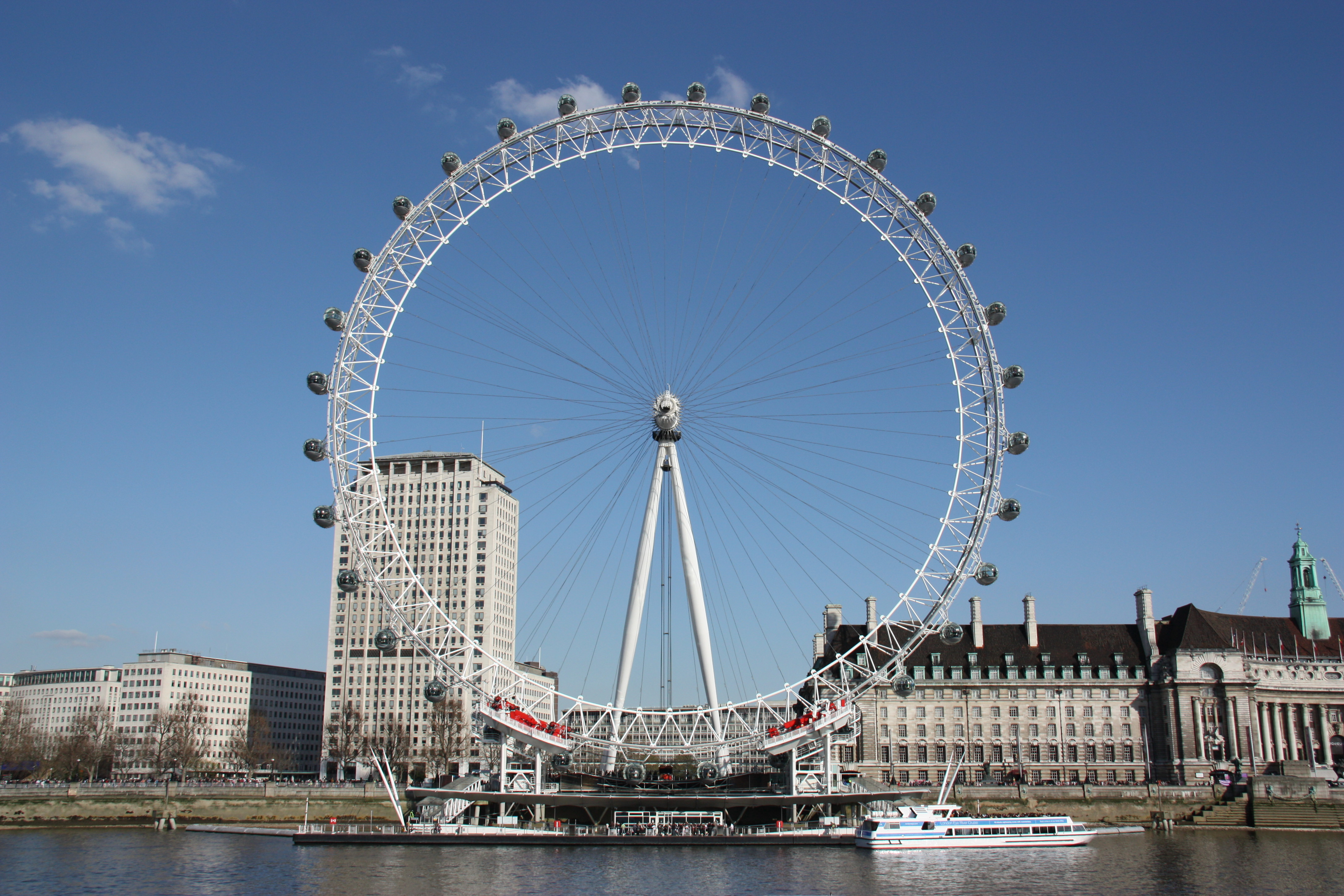
El London Eye, la noria más grande de Europa.

### Atracción de transporte
Las atracciones de transporte se usan para llevar grandes cantidades de clientes desde un área a otra, como una alternativa a caminar, especialmente para parques que son grandes o están separados en áreas distantes. Los transportes de paseo incluyen el telesilla, los monorraíles, las vagonetas aéreas y las escaleras mecánicas. [citación requerida]
El Ocean Park de Hong Kong es bien conocido por su teleférico de 1,5 kilómetros, conectando las áreas de las tierras bajas con los promontorios del parque, y por tener la segunda escalera mecánica al aire libre más larga del mundo en su promontorio. Ambos enlaces de transporte proporcionan vistas pintorescas de los entornos empinados del parque y, mientras originalmente se pensaba para más bien un sentido práctico que emociones o disfrute, se han convertido en atracciones significantes del parque por derecho propio.